# 36 Pułk Piechoty Legii Akademickiej
36 Pułk Piechoty Legii Akademickiej (36 pp) – oddział piechoty Wojska Polskiego II RP.
5 kwietnia 1929 Minister Spraw Wojskowych nadał 36 pułkowi piechoty nazwę „36 pułk piechoty Legii Akademickiej”. Jednostka stacjonowała w garnizonie Warszawa, w koszarach przy ul. 11 Listopada. 
W latach 1919–1921 wchodził w skład 8 Dywizji Piechoty, a w latach 1921–1939 – 28 Dywizji Piechoty.

Pułk walczył w kampanii wrześniowej 1939. Odtworzony w Armii Krajowej walczył w powstaniu warszawskim.

Tradycje pułku kultywowała 36 Brygada Zmechanizowana Legii Akademickiej z Trzebiatowa.

## Formowanie i zmiany organizacyjne
Już 11 listopada 1918, dzień po powrocie J. Piłsudskiego do Warszawy, na uczelniach warszawskich (Uniwersytecie, Politechnice, Wyższej Szkole Gospodarstwa Wiejskiego i Wyższej Szkole Handlowej) pojawiły się ogłoszenia Akademickiego Komitetu Wykonawczego, które wzywały młodzież do wstępowania do Legionu Akademickiego. Biuro werbunkowe znajdowało się na Uniwersytecie. Pierwsze koszary wyznaczono przy ul. Nowowiejskiej.
Początkowo zamierzano kompanie Legii Akademickiej przydzielić do 5 pułku piechoty Legionów. Komendant Józef Piłsudski – już wtedy Naczelny Wódz i Naczelnik Państwa – zdecydował jednak utworzyć z nich osobny pułk, którego dowódcą 26 listopada 1918 mianował majora Zygmunta Bobrowskiego.
W ogólnej numeracji istniejących, bądź też tworzących się wówczas pułków Legia Akademicka otrzymała 3 grudnia numer 36, a dziesięć dni potem złożyła na Placu Saskim wobec Naczelnego Wodza uroczyste ślubowanie na wierną i ofiarną służbę Rzeczypospolitej.
Organizacja i obsada personalna pułku w grudniu 1918 r. przedstawiała się następująco:
- dowódca pułku – mjr Zygmunt Bobrowski
- adiutant – ppor. Jerzy Krubski
- lekarz – kpt. Władysław Leon Osmolski
- dowódca I baonu – kpt. Witold Sadowski
- dowódca II baonu – kpt. Kazimierz Sawicki
- dowódca kompanii szkolnej podoficerskiej (zalążek III batalionu) – por. Piotr Salnicki

W skład każdego batalionu wchodziły cztery kompanie strzeleckie i kompania karabinów maszynowych.
W grudniu 1919 batalion zapasowy pułku stacjonował w Warszawie.
| Obsada personalna pułku w 1920 | Obsada personalna pułku w 1920     |
| Stanowisko                     | Stopień, imię i nazwisko           |
| ------------------------------ | ---------------------------------- |
| Dowódca                        | ppłk Leon Krakówka                 |
| Dowódca                        | wz. mjr Kazimierz Sawicki          |
| Adiutant                       | ppor. Jerzy Krubski                |
| Oficer łączności               | ppor. Jan Pyrkiewicz               |
| Oficer prowiantowy             | ppor. Józef Nowak                  |
| Oficer taborów                 | ppor, Franciszek Rekucki           |
| Lekarz                         | kpt lek. Izaak Kiigel              |
| Dowódca I batalionu            | kpt. Kazimierz Wyderko             |
| Oficer prowiantowy             | por. Stefan Niemiro                |
| Oficer gospodarczy             | ppor. Józef Matug                  |
| Lekarz                         | por. lek. Kazimierz Łukasiewicz    |
| Dowódca 1 kompanii             | por. Stefan Loth (do 22 IX)        |
| Dowódca 1 kompanii             | ppor. Włodzimierz Śleszyński       |
| Dowódca 2 kompanii             | por. Jerzy Neugebauer              |
| Dowódca plutonu                | ppor. Jan Łączyński                |
| Dowódca 3 kompanii             | por. Marian Krygiel                |
| Dowódca 4 kompanii             | ppor. Antoni Bedronek              |
| Dowódca 1 kompanii km          | por. Julian Kłobukowski            |
| W baonie (funkcja nieustalona) | por. Ignacy Gajda                  |
| Dowódca II batalionu           | mjr Bolesław Krzyżanowski          |
| Dowódca II batalionu           | por. Jerzy Kiełczewski (X)         |
| Adiutant                       | por. Wojciech Spiczyński (do 13 X) |
| Adiutant                       | ppor. Ignacy Gregorowicz           |
| Lekarz                         | kpt. lek. dr Henryk Augustowicz    |
| Oficer sanitarny               | pchor. san. Adam Fidziański        |
| Dowódca 5 kompanii             | ppor. Wilhelm Grosman (do 13 IX)   |
| Dowódca 5 kompanii             | ppor. Wacław Lukol                 |
| Dowódca 6 kompanii             | ppor. Stanisław Wy derko           |
| Dowódca plutonu                | ppor. Aleksander Tuszko            |
| Dowódca 7 kompanii             | por. Jerzy Kiełczewski             |
| Dowódca plutonu                | ppor. Edward Stanisławski          |
| Dowódca 8 kompanii             | ppor. Bronisław Szulc              |
| Dowódca 2 kompanii km          | por. Feliks Pogorzelski            |
| Oficer baonu                   | por. Jan Mizgalski                 |
| Oficer baonu                   | ppor. Mieczysław Słowikowski       |
| Dowódca III batalionu          | kpt. Feliks Banasiński             |
| Oficer gospodarczy             | ppor. Adam Szarek                  |
| Lekarz                         | ppor. podlek. Jerzy Kraków         |
| Dowódca 9 kompanii             | ppor. Adolf Porębski               |
| Dowódca plutonu                | ppor, Stanisław Rożniakowski       |
| Dowódca 10 kompanii            | ppor. Jan Lipiński                 |
| Dowódca 11 kompanii            | N.N.                               |
| Dowódca 12 kompanii            | ppor. Wacław Borkowski             |
| Dowódca 3 kompanii km          | por. Wiktor Gębalski               |
| Dowódca plutonu                | ppor. Andrzej Kwapiszewski         |
| Dowódca kompanii technicznej   | ppor. Edward Gaworski              |
| Dowódca 4 kompanii km          | ppor. Henryk Zabłocki              |
| Oficer pułku                   | por. Jan Bitner                    |
| Oficer pułku                   | por. Jan Ogrodziński               |
| Oficer pułku                   | ppor. Feliks Krauze                |
| Oficer pułku                   | ppor. Wojciech Świdwiński          |
| Oficer pułku                   | pchor. Jan Kończak († 22 IX)       |
| Oficer pułku                   | pchor. Sokolnicki                  |

## Pułk w walce o granice

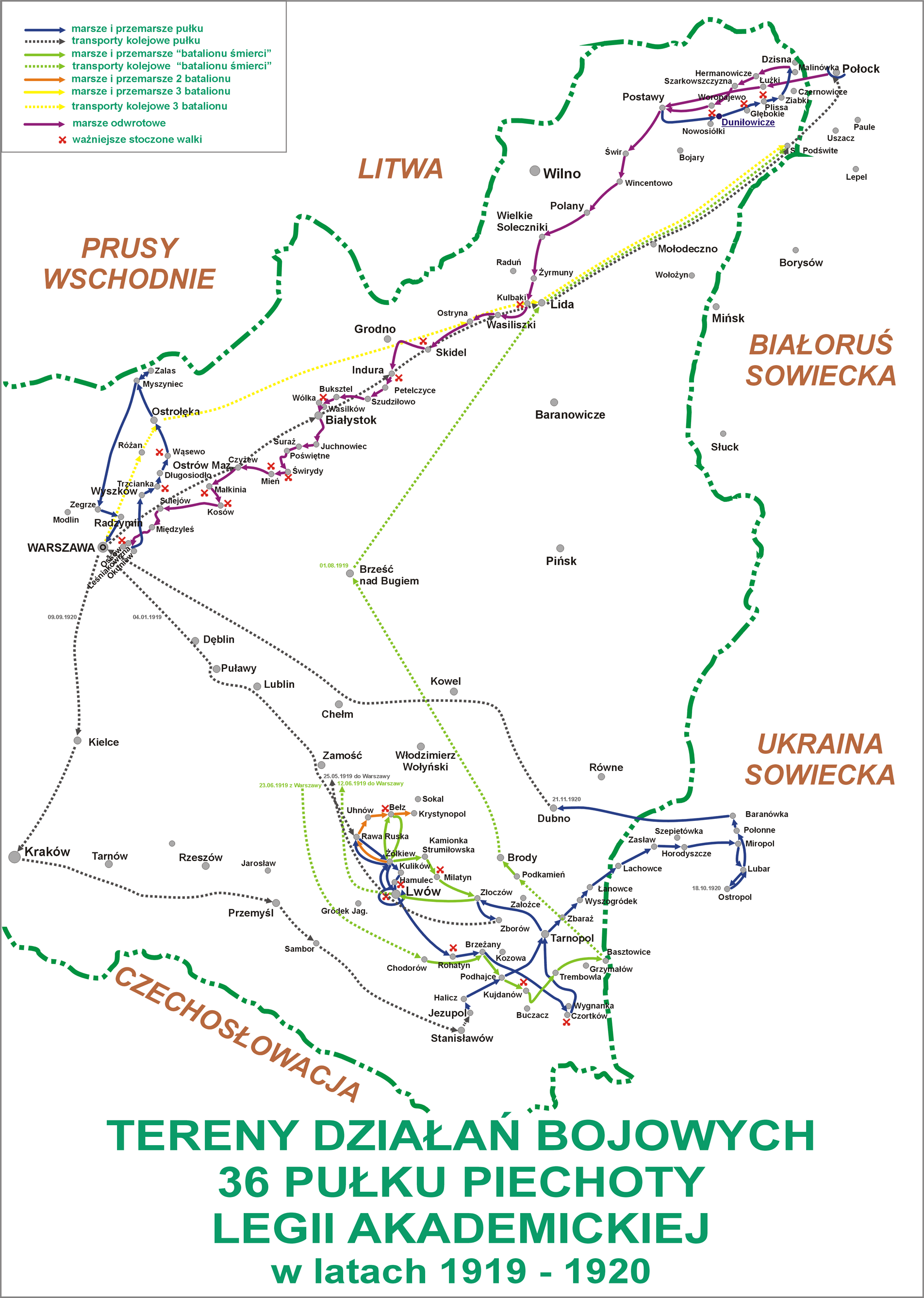
Tereny walk pułku w latach 1919–1920

### Pułk na wojnie z Ukraińcami
4 stycznia 1919 pułk wyjechał z Warszawy transportem kolejowym i dwa dni później, jadąc przez Lublin-Rejowiec, przybył do Rawy Ruskiej. Tam formalnie wszedł w skład brygady płk. Kulińskiego. W stolicy pozostała szkolna kompania podoficerów, stanowiąca zalążek III batalionu i batalionu zapasowego.
Mimo formalnego podporządkowania płk. Kulińskiemu jednostka została rozdzielona. I batalion, wsparty pociągiem pancernym „Odsiecz I”, otrzymał samodzielne zadanie natarcia na Ukraińców wzdłuż linii kolejowej i szosy prowadzących z Rawy Ruskiej na Żółkiew. II batalion wszedł w skład oddziału wydzielonego ppłk. Zarzyckiego, którego zadaniem było prawe ubezpieczenie głównej kolumny nacierających oddziałów grupy płk. Kulińskiego.
7 stycznia 1919 oba bataliony przeszły chrzest bojowy. Pierwszy batalion stoczył potyczki pod wsią Zagórnia i Hołe Rawskie biorąc jeńców, trzy karabiny maszynowe i wóz z kancelarią. Drugi baon zdobył kolejno wsie Jonycza, Dąbrówka, Moszczany, Mołdryki i Horajec. W Horajcach oba baony spędziły noc z 7 na 8 stycznia. Następnego dnia pułk uczestniczył w zdobyciu Żółkwi. Tam też spędził kolejną noc. 9 stycznia II batalion, idący w straży przedniej, wyparł Ukraińców ze wsi Macoszyna i Mierzwica. Pod Macoszynem śmiertelnie ranny został dowódca pułku mjr Zygmunt Bobrowski. Dowództwo objął kpt. Sadowski. Następnie, dzięki manewrowi oskrzydlającemu II batalionu, zdobyty został Kulików. 10 stycznia pod wsią Hamulec II batalion, w walce na bagnety, rozbił ukraińską zasadzkę i wziął ok. 200 jeńców oraz zdobył 7 karabinów maszynowych, 24 konie i tabor ze stadem bydła. Tego samego dnia 36 pp LA wkroczył do Lwowa, witany entuzjastycznie przez ludność. 11 stycznia wyparto wojska ukraińskie z podmiejskiego Kulparkowa, a 13 uderzono na Sokolniki. Nie zdobyto jednak miasta. Następnego dnia wycofano pułk z walki i zreorganizowano formując cztery kompanie strzeleckie i jedną kompanię km. Posiadający potencjał batalionu pułk do 12 kwietnia pełnił służbę patrolową w rejonie Skniłowa. Od połowy miesiąca walczył pod Rząsną Polską, Winnikami i Brzuchowicami. Wiosną 1919 Naczelne Dowództwo WP uzupełniło stan 36 pp włączając w jego skład dwa kolejne bataliony. Był to jednak akt formalny. Nowe bataliony walczyły nadal samodzielnie.
W maju 1919 I batalion działał w grupie pościgowej mjr. Józefa Jaklicza walcząc pod Rohatynem i Brzeżanami. 8 lipca 1919 wraz z dowództwem pułku wrócił do Warszawy. Wszyscy służący w batalionie akademicy zostali przeniesieni do szkół podchorążych. Batalion po reorganizacji skierowany został w rejon Połocka i Mołodeczna. Tam 10 września nastąpiło ostateczne połączenie wszystkich trzech batalionów.
II batalion powstał z dwu mniejszych: z batalionu kpt. Karola Płoszajskiego i batalionu kpt. Tadeusza Trapszo. Od stycznia 1919 walczyły one w brygadzie płk. Leona Berbeckiego, a chrzest bojowy przeszły pod Żółkwią. Od lutego do kwietnia 1919 oba bataliony walczyły pod Uhnowem, Bełzem, Krystynopolem. W końcu marca z dwu batalionów utworzono jeden samodzielny batalion pod dowództwem kpt. Trapszo.
W krótkim czasie intensywnych walk batalion zdobył dużą sławę, a w dowództwie frontu i wśród żołnierzy nazywany był „Batalionem Śmierci”.
Rozkazem Naczelnego Dowództwa z 29 kwietnia „Batalion Śmierci” przemianowano na II batalion 36 pp LA. Nadal jednak walczył samodzielnie w GO „Bug”. 12 czerwca batalion skierowano do Warszawy na odpoczynek, ale już 24 czerwca wszedł powtórnie do walki. W Chodorowie Józef Piłsudski dokonał przeglądu batalionu i przemawiając do żołnierzy powiedział: 

Chłopcy! ...Dumny jestem z tego, że mam taki Żelazny Batalion, który można nazwać śmiało Batalionem Śmierci, bo rzeczywiście w dotychczasowych bojach daliście dowody pogardy dla niebezpieczeństwa i śmierci. Ściągnąłem was tutaj z Warszawy, abyście pokazali wszystkim i swoim i wrogom, jak powinien walczyć żołnierz polski, abyście pokazali jak walczy żołnierz z Batalionu Śmierci – i pewny jestem, że znów okryjecie się nieśmiertelną sławą. Dzisiaj was czeka nowe zwycięstwo. Pójdziecie naprzód, jako oddział czołowy w decydującej rozprawie z wrogiem, pójdziecie jako grupa szturmowa, która złamie opór nieprzyjaciela i utoruje drogę innym. Chłopcy! Liczę na wasze męstwo i na waszą waleczność.

Od 27 czerwca batalion walczył m.in. o Buczacz, Trembowlę. 18 lipca w Zbruczu zakończył kampanię galicyjską.
III batalion utworzono z ochotników z POW w Modlinie, od maja do sierpnia walczył samodzielnie w rejonie Różana i Ostrołęki, następnie skierowany został do Lidy, a 7 września przetransportowany pod Połock, wszedł w podporządkowanie macierzystego dowództwa.

### Pułk na wojnie z bolszewikami
We wrześniu 1919 pułk w pełnym składzie, walczył w składzie XVI Brygady Piechoty płk. Bolesława Jaźwińskiego. Po zdobyciu rejonu Połocka, 36 pp pełnił tam służbę rozpoznawczo–patrolową. Odpowiadał za odcinek Dźwiny od Połocka do Romla.
Wiosną 1920 36 pułk piechoty wraz z 8 DP wszedł w skład 1 Armii gen. Stefana Majewskiego. W jej składzie wziął udział w ofensywie na Kijów i Żytomierz.
14 maja 1920 na całej linii frontu północnego rozpoczął się atak wojsk bolszewickich. Początkowo pułk odparł natarcie. 3 czerwca, będąc w składzie Armii Rezerwowej gen. Sosnkowskiego kontratakował z rejonu Duniłowicz i bronił kierunku Głębokie. W wyniku ciężkich walk pułk miał 85 rannych i 50 zabitych (w tym 3 oficerów). Straty wroga były o wiele wyższe. Tylko na kierunku I batalionu naliczono 100 zabitych, a 385 wzięto do niewoli.
Od 5 czerwca do 4 lipca 36 pp stanowił odwód brygady. Po tej dacie rozpoczęły się ataki wojsk sowieckich. Pułk zmuszony był wycofać się przez rzekę Wilię, Soleczniki Wielkie do Lidy. Tu zginął śmiercią męczeńską kapelan Stanisław Rozumkiewicz, zamordowany przez patrol bolszewicki. 28 lipca w boju pod Wólką pułk poniósł duże straty. Nie udało się wyjść z okrążenia 145 żołnierzom (w tym czterem oficerom) II batalionu. Po ciężkich bojach pod Świrydami, Małkinią i Kosowem, pułk stanął w Międzylesie i Ossowie.
W przeddzień „bitwy warszawskiej” w skład pułku wchodziły dwa bataliony piechoty (I i III), 236 ochotniczy batalion warszawski, dowodzony przez por. Matarewicza oraz samodzielna kompania por. Pogorzelskiego, utworzona ze zbiegłych z niewoli żołnierzy. Razem: 32 oficerów i 1100 żołnierzy.
13 sierpnia 1920 pułk wziął udział w walkach w rejonie Ossowa. 16 sierpnia pod osłoną czołgów wykonał zadanie rozpoznawcze, a z 17 na 18 sierpnia rozpoczął walki pościgowe w kierunku na Wyszków. 23 sierpnia na wschód od Ostrołęki rozbił oddziały wroga. 25 sierpnia osiągnął granicę niemiecką.
2 września pułk wraz z całą 8 Dywizją wycofany został w rejon Radzymina jako odwód Naczelnego Dowództwa, a już 9 września wyruszył koleją na front nad Dniestr w rejon Halicza. Do 19 września prowadził walki w rejonie Tarnopola.
21 września pułk osiągnął Lachowce. Tu dowódca pułku zorganizował oddział rozpoznawczy w sile około 80 żołnierzy z 1 i 2 kompanii pod dowództwem por. Stefana Lotha. Wyposażony w podwody, oddział wyruszył nad Horyń w kierunku na Zasław w celu rozpoznania przepraw. Około południa 22 września kompanie zajęły Zacisze. Wysłane patrole stwierdziły, że pod Hulowcami przeprawiają się przez Horyń sowieckie tabory. Dowódca oddziału rozpoznawczego zdecydował się na wypad. W Zaciszu, celem osłony odwrotu, pozostawił 2 kompanię por. Neugebauera, a sam z 1 kompanią zaatakował przeprawę. Po krótkiej walce zdobyto tabory, a ich obsługę rozproszono. Powracającą  z wypadu polską kompanię zaatakowała zmierzająca ku przeprawie sowiecka 70 Brygada Strzelców z 24 DS. Co prawda do walki włączyła się 2 kompania ze stanowisk pod Zaciszem, ale i ona została zaatakowana przez batalion z 70 BS. Sytuacją obu polskich kompanii stawała się krytyczna. Wtedy niewielki patrol z 1 kompanii pod dowództwem podchorążego Jana Kończaka i sierżanta Stanisława Glenia przedarł się lasem na tyły sowieckich wojsk i w zapadającym zmroku obrzucił je granatami. Sowieci, przekonani o wyjściu na ich tyły znacznych sił polskich, rozpoczęli bezładną strzelaninę, a część kolumny rzuciła się do ucieczki. Wykorzystując zamieszanie, por. Loth poprowadził 1 kompanię do ataku, a jednocześnie na skrzydło przeciwnika uderzyła 2 kompania. Zdezorientowani czerwonoarmiści rzucili broń i rozbiegli się. Tylko niewielkie grupy żołnierzy w zwartym szyku wycofały się do lasów za rzekę Trościankę.
Potem pułk nacierał w kierunku na Zbaraż, Wyszogródek i Łanowce i dalej na Jampol i Lachowce. Rozkazem Naczelnego Wodza dalsze natarcie zatrzymane zostało na linii Horynia. Pułk zajmował wówczas stanowiska pod Zasławiem. Po zawieszeniu broni o północy z 18 na 19 października 1920 pododdziały pułku wycofały się do Baranówki.
Według niepełnych danych w całym okresie walk poległo 30 oficerów, 600 podoficerów i szeregowych. Orderem Wojennym Virtuti Militari V kl. odznaczonych zostało 16 oficerów, 2 kapelanów, 9 podoficerów i 3 szeregowych. Krzyżem Walecznych odznaczono 623 oficerów, podoficerów i szeregowych, w tym 35 dwukrotnie, 12 trzykrotnie i 8 czterokrotnie.

### Mapy walk pułku w 1920

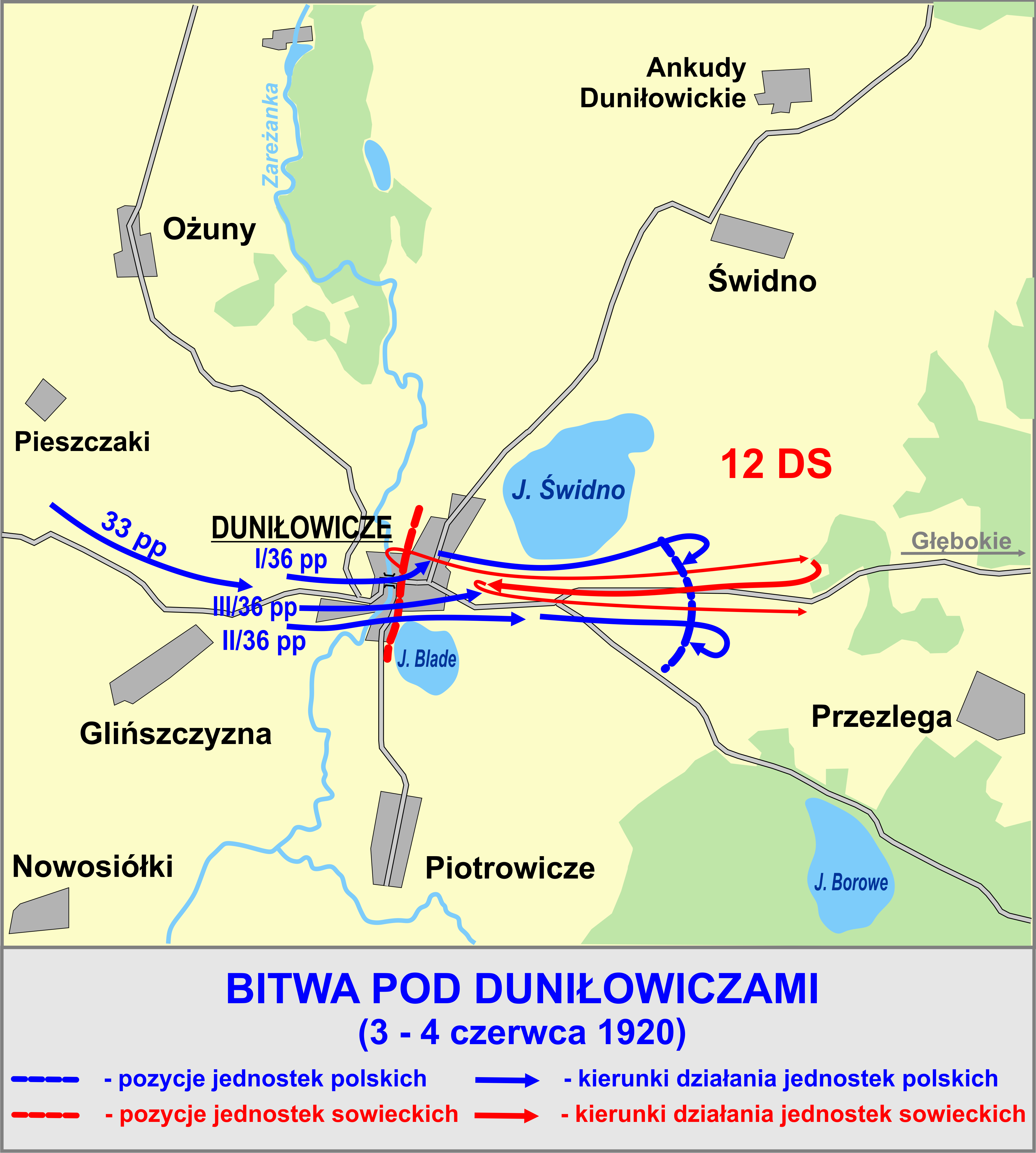
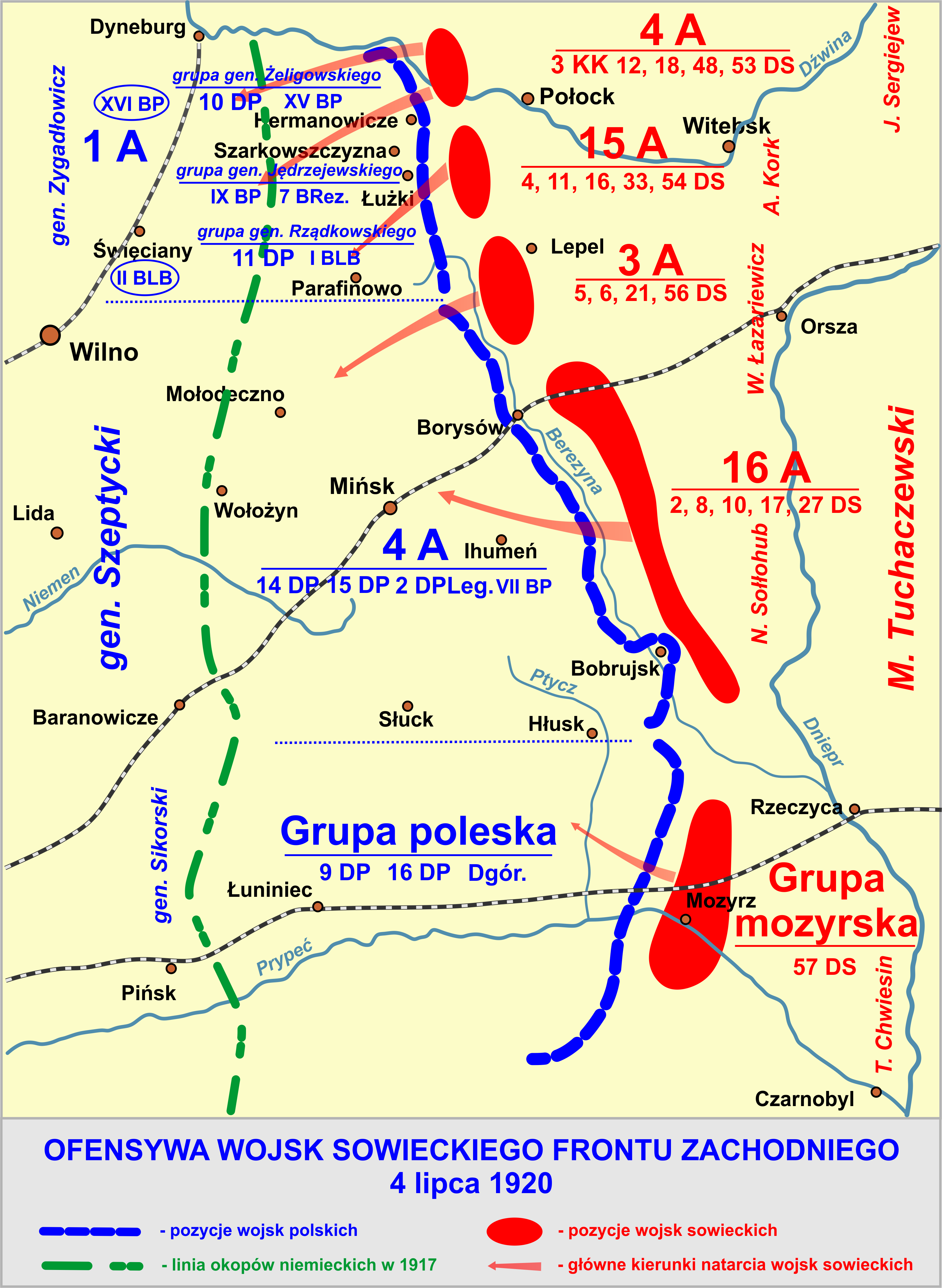
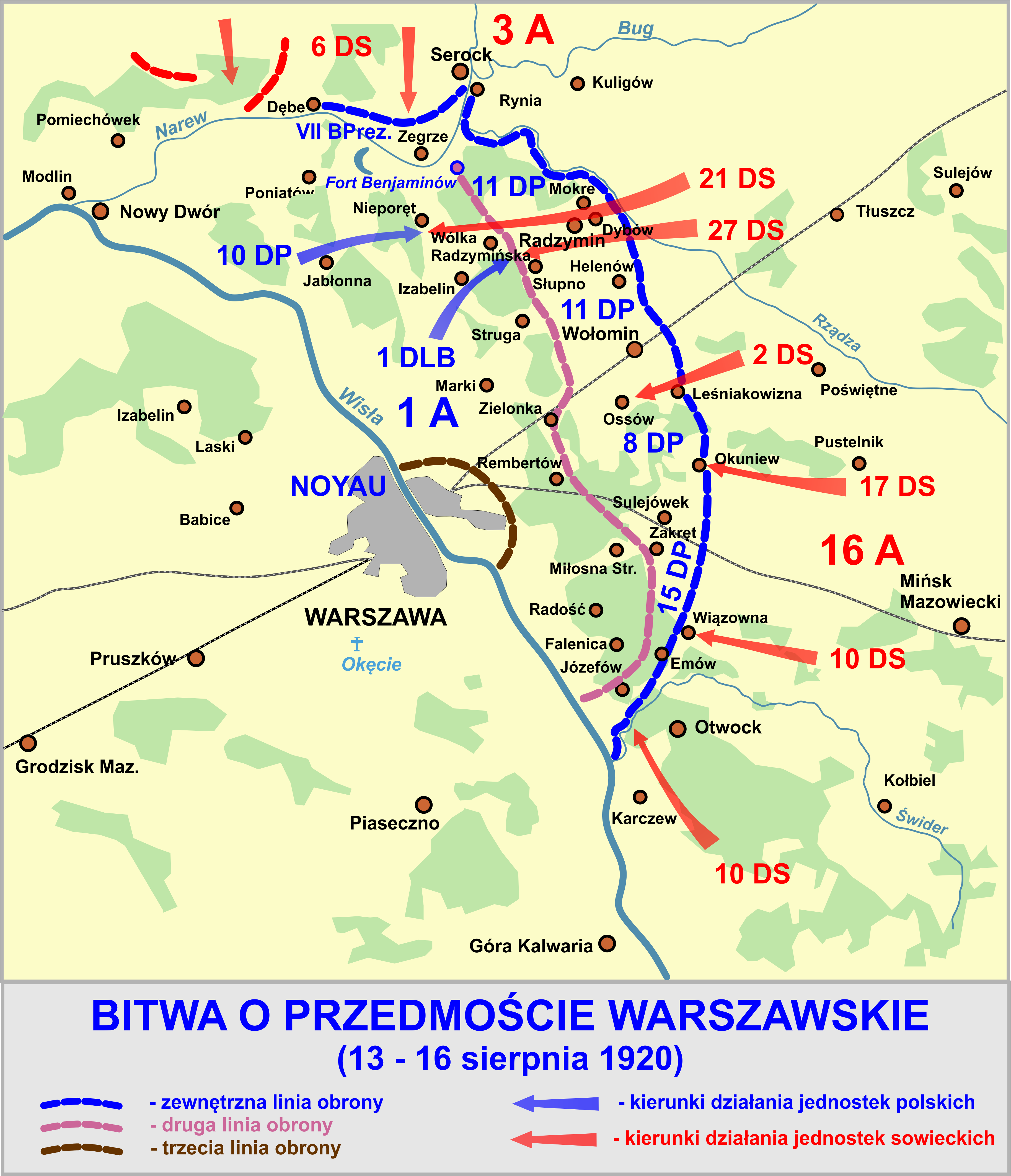
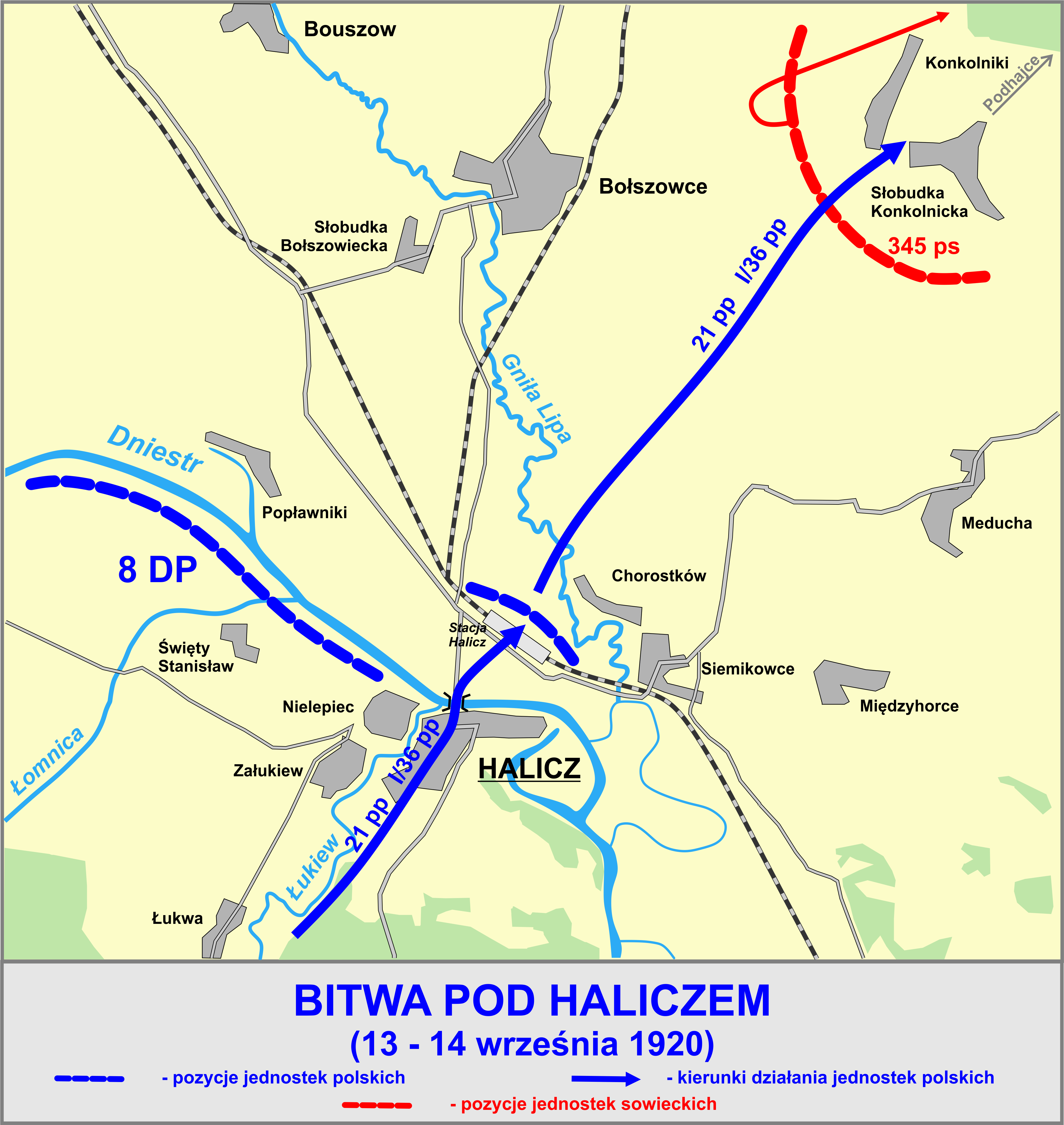

### Kawalerowie Virtuti Militari
| Żołnierze pułku odznaczeni Krzyżem Srebrnym Orderu Wojskowego Virtuti Militari za walki 1918–1921. | Żołnierze pułku odznaczeni Krzyżem Srebrnym Orderu Wojskowego Virtuti Militari za walki 1918–1921. | Żołnierze pułku odznaczeni Krzyżem Srebrnym Orderu Wojskowego Virtuti Militari za walki 1918–1921. |
| -------------------------------------------------------------------------------------------------- | -------------------------------------------------------------------------------------------------- | -------------------------------------------------------------------------------------------------- |
| kpt. Feliks Banasiński                                                                             | ppłk Zygmunt Bobrowski                                                                             | sierż. szt. Józef Bocheński nr 3634                                                                |
| kpt. Roman Borzęcki                                                                                | ppor. Kazimierz Brauliński                                                                         | plut. Wincenty Czamarczan nr 1534                                                                  |
| ppor. Edward Gaworski nr 3623                                                                      | sierż. Gleń Stanisław                                                                              | śp. kpr. Bronisław Janik nr 3742                                                                   |
| sierż. Januszajtis Antoni                                                                          | sierż. Kalinowski Jan                                                                              | pchor. Kończak Jan                                                                                 |
| płk piech. Leon Krakówka nr 4494                                                                   | śp. szer. Michał Krawiec nr 3760                                                                   | śp. ppor. Jerzy Kulczycki                                                                          |
| por. Stefan Loth                                                                                   | śp. por. Józef Matuszewski nr 3668                                                                 | ppor. Miller Zygmunt                                                                               |
| st. szer. Pietrzak Władysław                                                                       | ks. kap. Stanisław Rozumkiewicz                                                                    | mjr Kazimierz Sawicki                                                                              |
| ks. kap. Ignacy Skorupka                                                                           | sierż. Szymankiewicz Tadeusz                                                                       | kpt. Tadeusz Trapszo                                                                               |
| śp. kpt. Józef Wasiak nr 3664                                                                      | st. sierż. Winiarski Stanisław                                                                     | st. szer. Wiśniewski Władysław                                                                     |
| śp. ppor. Stefan Wojdaliński nr 3744                                                               | śp. ppor. rez. Seweryn Zarzecki nr 3743 †6 VI 1920 Kowale                                          | por. Karol Ziemski nr 3632                                                                         |

## Pułk w okresie pokoju

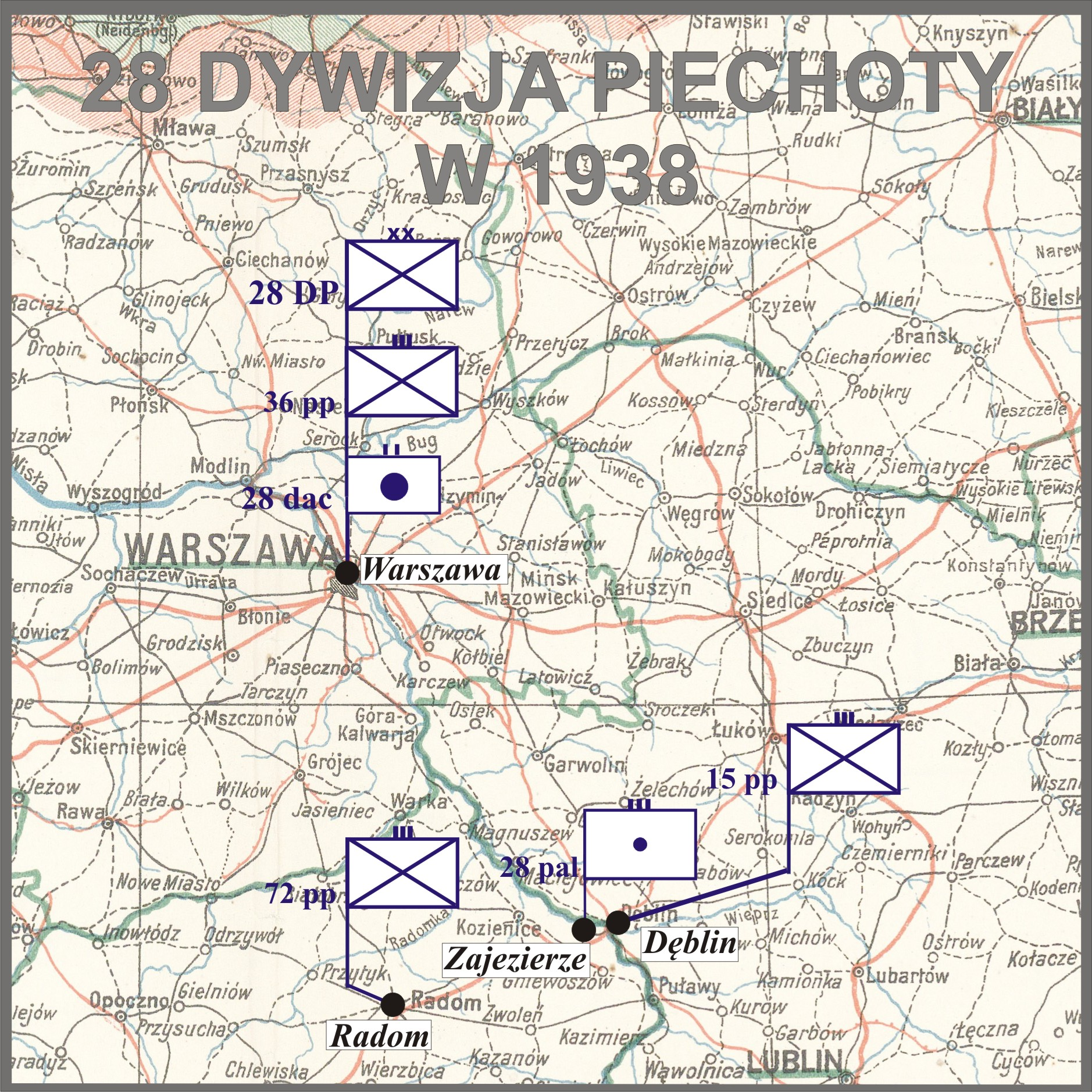
28 Dywizja Piechoty w 1938

Od 21 listopada 1920 do wiosny 1921 36 pp LA znajdował się w Dubnie. Dopiero w marcu 1921 wraz z 21 pp i 1 pułkiem szwoleżerów Józefa Piłsudskiego wrócił do Warszawy, witany entuzjastycznie przez ogół mieszkańców z władzami municypalnymi na czele. Zakwaterowany w swych koszarach przy ul. 11 Listopada (po 2 Orenburskim pułku kozaków), rozpoczął okres pokojowej pracy nad wyszkoleniem wojskowym nowych z roku na rok szeregów młodzieży. Wchodził w skład 28 Dywizji Piechoty.
Na podstawie rozkazu wykonawczego Ministerstwa Spraw Wojskowych do Departamentu Piechoty o wprowadzeniu organizacji piechoty na stopie pokojowej PS 10-50 z 1930 roku, w Wojsku Polskim wprowadzono trzy typy pułków piechoty. 36 pułk piechoty zaliczony został do typu I pułków piechoty (tzw. „normalnych”). W każdym roku otrzymywał około 610 rekrutów. Stan osobowy pułku wynosił 56 oficerów oraz 1500 podoficerów i szeregowców. W okresie zimowym posiadał batalion starszego rocznika, batalion szkolny i skadrowany, w okresie letnim zaś batalion starszego rocznika i dwa bataliony poborowych. W tym czasie wprowadzono też dodatkowo kompanię cyklistów. Stan pułku powiększył się o 5 oficerów, 16 podoficerów, 140 szeregowców.
Szkolenie
Podstawowym zadaniem pułku w okresie pokoju było szkolenie bojowe. Cykl szkolenia podporządkowany był 18-miesięcznej służbie wojskowej żołnierza piechoty. Dzielił się na trzy etapy. Pierwszy to szkolenie rekruckie przygotowujące żołnierza do podstawowych działań na polu walki. Drugi etap to szkolenie bojowe w ramach pododdziału. W tym okresie szkolono żołnierza- specjalistę, a najbardziej wartościowych przeszkalano w pułkowej szkole podoficerskiej. W tym czasie odbywano strzelania szkolne na Bielanach, a amunicją bojową w Rembertowie.
Poligonem ćwiczebnym pułku były tereny okolic Glinianka i Wola Karczewska. Tam zazwyczaj pododdziały realizowały tematykę obozu letniego. Często też pułk brał udział w ćwiczeniach wielkich jednostek w innych regionach kraju. Dzień powrotu pułku z poligonu był dla społeczeństwa Pragi nie lada przeżyciem. Ulice były udekorowane, a na Placu Weteranów 1863 r. (obecnie przy istniejącej części placu zlokalizowany jest Szpital Praski) budowano wielką bramę powitalną. Powracający pułk witały władze miejskie, organizacje społeczne, harcerze i zuchy. Na zakończenie odbywała się defilada, a w godzinach popołudniowych spotkania towarzyskie i zabawy.
Poza szkoleniem pułk pełnił służbę garnizonową. Wystawiał warty garnizonowe oraz honorowe przy Grobie Nieznanego Żołnierza. Jego żołnierze stanowili także kompanię honorową do powitania i pożegnania gości zagranicznych, na uroczyste capstrzyki, defilady, pogrzeby itp. W okresie prezydentury Stanisława Wojciechowskiego l kompania 36 pp była jego kompanią przyboczną. Po przewrocie majowym kompanią ochrony prezydenta Ignacego Mościckiego została 5 kompania 36 pp LA pod dowództwem kpt. Sokala.
19 maja 1927 roku Minister Spraw Wojskowych marszałek Polski Józef Piłsudski ustalił i zatwierdził dzień 3 czerwca, jako datę święta pułkowego. Pułk obchodził swoje święto w rocznicę bitwy stoczonej pod Duniłowiczami w roku 1920.

Święto pułkowe zazwyczaj trwało 2 dni. W przeddzień odbywała się akademia dla żołnierzy, społeczeństwa i władz miasta, następnie składano wieńce na Grobie Nieznanego Żołnierza w Warszawie, grobie płk Z. Bobrowskiego na Cmentarzu Wojskowym na Powązkach w Warszawie i przy tablicach pamiątkowych. Później odbywał się obiad żołnierski z udziałem zaproszonych gości, następnie zwiedzano muzeum pułkowe, a żołnierze bawili się w teatrach, kinach i na zabawach. Drugiego dnia odbywała się msza święta, składano wieńce w miejscach walk żołnierzy 36 pp LA – w Ossowie, Duniłowiczach i Bełzie. W 1930, w dziesiątą rocznicę bitwy pod Duniłowiczami, staraniem mieszczan miasta i korpusu oficerskiego i podoficerskiego, wzniesiono pomnik na polu bitwy dla uczczenia poległych żołnierzy pułku, a Marszałek J. Piłsudski przesłał okolicznościowy telegram: 

W dniu święta waszego ślę panu pułkownikowi, oficerom i wszystkim szeregowym 36-go pułku piechoty, tej niezłomnej twierdzy obowiązku, honoru i bohaterstwa żołnierskiego serdeczne braterskie życzenia. Zmierzając dumnie i nieugięcie do waszych wysokich ideowych celów żołnierskich, bądźcie dalej godni tej wiary, jaką w was pokładam.

Obok święta pułkowego, obchodzono też 15 sierpnia Święto Żołnierza. Pułk „świętował” je na poligonie w sposób „polowy”. Była to zazwyczaj: msza polowa, uroczysty obiad, występy orkiestry i pokoleniowe wieczory spotkań. W garnizonie odbywały się wieczorki, zabawy i spotkania z przedstawicielami władz miasta, także gry i zawody sportowe.
| Obsada personalna i struktura organizacyjna w marcu 1939 | Obsada personalna i struktura organizacyjna w marcu 1939 |
| Stanowisko                                               | Stopień, imię i nazwisko                                 |
| Dowództwo                                                | Dowództwo                                                |
| -------------------------------------------------------- | -------------------------------------------------------- |
| dowódca pułku                                            | ppłk dypl. Karol Ziemski                                 |
| I zastępca dowódcy                                       | ppłk Stanisław Milian                                    |
| adiutant                                                 | kpt. Władysław Julian Herman                             |
| starszy lekarz                                           | mjr dr Bronisław III Pawłowski                           |
| młodszy lekarz                                           | kpt. dr Mieczysław Stefan Ropek                          |
| w dyspozycji dowódcy                                     | mjr kontr. Włodzimierz Siamaszwili                       |
| II zastępca dowódcy (kwatermistrz)                       | mjr Ferdynand Markiewicz                                 |
| oficer mobilizacyjny                                     | kpt. adm. (piech.) Eustachiusz Ewaryst Kenig             |
| zastępca oficera mobilizacyjnego                         | kpt. adm. (piech.) Piotr Salnicki                        |
| oficer administracyjno-materiałowy                       | kpt. adm. (piech.) Piotr Paweł Spadarzewski              |
| oficer gospodarczy                                       | kpt. int. Marian Jaroszewski                             |
| oficer żywnościowy                                       | por. Jan Wojciechowski                                   |
| oficer taborowy                                          | kpt. tab. Eugeniusz Władysław Jankowski                  |
| kapelmistrz                                              | por. adm. (kapelm.) Czesław Kaznowski                    |
| dowódca plutonu łączności                                | por. Karol Kowalski                                      |
| dowódca plutonu pionierów                                | por. Jan Jerzy Syrokomla-Syrokomski                      |
| dowódca plutonu artylerii piechoty                       | kpt. art. Władysław Jarmołowicz                          |
| dowódca plutonu ppanc.                                   | por. Jan II Wojciechowski                                |
| dowódca oddziału zwiadu                                  | por. Włodzimierz Kasprowicz                              |
| I batalion                                               |                                                          |
| dowódca batalionu                                        | ppłk dypl. Czesław Szymon Oborski                        |
| dowódca 1 kompanii                                       | mjr German Piekarniak                                    |
| dowódca plutonu                                          | ppor. Edward Bebrysz                                     |
| dowódca plutonu                                          | ppor. Janusz Pizło                                       |
| dowódca 2 kompanii                                       | kpt. Józef Marciniec                                     |
| dowódca plutonu                                          | por. Zygmunt Józef Jackowski                             |
| dowódca plutonu                                          | ppor. Jan Szajer                                         |
| dowódca 3 kompanii                                       | por. Marian Wacław Greenfield                            |
| dowódca plutonu                                          | ppor. Józef Garbacki                                     |
| dowódca plutonu                                          | ppor. Jerzy Zbigniew Olszewski                           |
| dowódca 1 kompanii km                                    | kpt. Bogusław Bernard Rytel                              |
| dowódca plutonu                                          | ppor. Zbigniew Leskiewicz                                |
| II batalion                                              |                                                          |
| dowódca batalionu                                        | ppłk Władysław Adamus                                    |
| dowódca 4 kompanii                                       | kpt. Julian Jachna                                       |
| dowódca plutonu                                          | ppor. Aleksander Sinicki                                 |
| dowódca plutonu                                          | ppor. Zbigniew Jan Spaczyński                            |
| dowódca 5 kompanii                                       | por. Jerzy Zieliński                                     |
| dowódca plutonu                                          | ppor. Jan Marian Pierzchalski                            |
| dowódca plutonu                                          | ppor. Mieczysław Anders                                  |
| dowódca 6 kompanii                                       | kpt. Adam Antoni Zachuta                                 |
| dowódca plutonu                                          | ppor. Eugeniusz Emil Rohn-Rohnau                         |
| dowódca plutonu                                          | ppor. Piotr Ludomir Wasilewski                           |
| dowódca 2 kompanii km                                    | kpt. Stanisław Paweł Dutkiewicz                          |
| dowódca plutonu                                          | por. Konstanty Pędzikowski                               |
| III batalion                                             |                                                          |
| dowódca batalionu                                        | ppłk dypl. Kazimierz Iranek-Osmecki                      |
| dowódca 7 kompanii                                       | kpt. Jan Medyński                                        |
| dowódca plutonu                                          | por. Stanisław Jan Helle                                 |
| dowódca 8 kompanii                                       | kpt. Władysław Jan Karbowski                             |
| dowódca plutonu                                          | por. Anatol Trusow                                       |
| dowódca 9 kompanii                                       | kpt. Witold Antoni Woroniecki                            |
| dowódca plutonu                                          | ppor. Włodzimierz Stanisław Panas                        |
| dowódca 3 kompanii km                                    | kpt. Lucjan Zieliński                                    |
| dowódca plutonu                                          | por. Cyprian Miłosz                                      |
| odkomenderowany                                          | por. Henryk Józef Dryl                                   |
| na kursie                                                | por. Tadeusz Konrad Jachimek                             |
| na kursie                                                | por. Kazimierz Kamiński                                  |
| na kursie                                                | ppor. Bronisław Ruciński                                 |

## 36 pp LA w kampanii wrześniowej

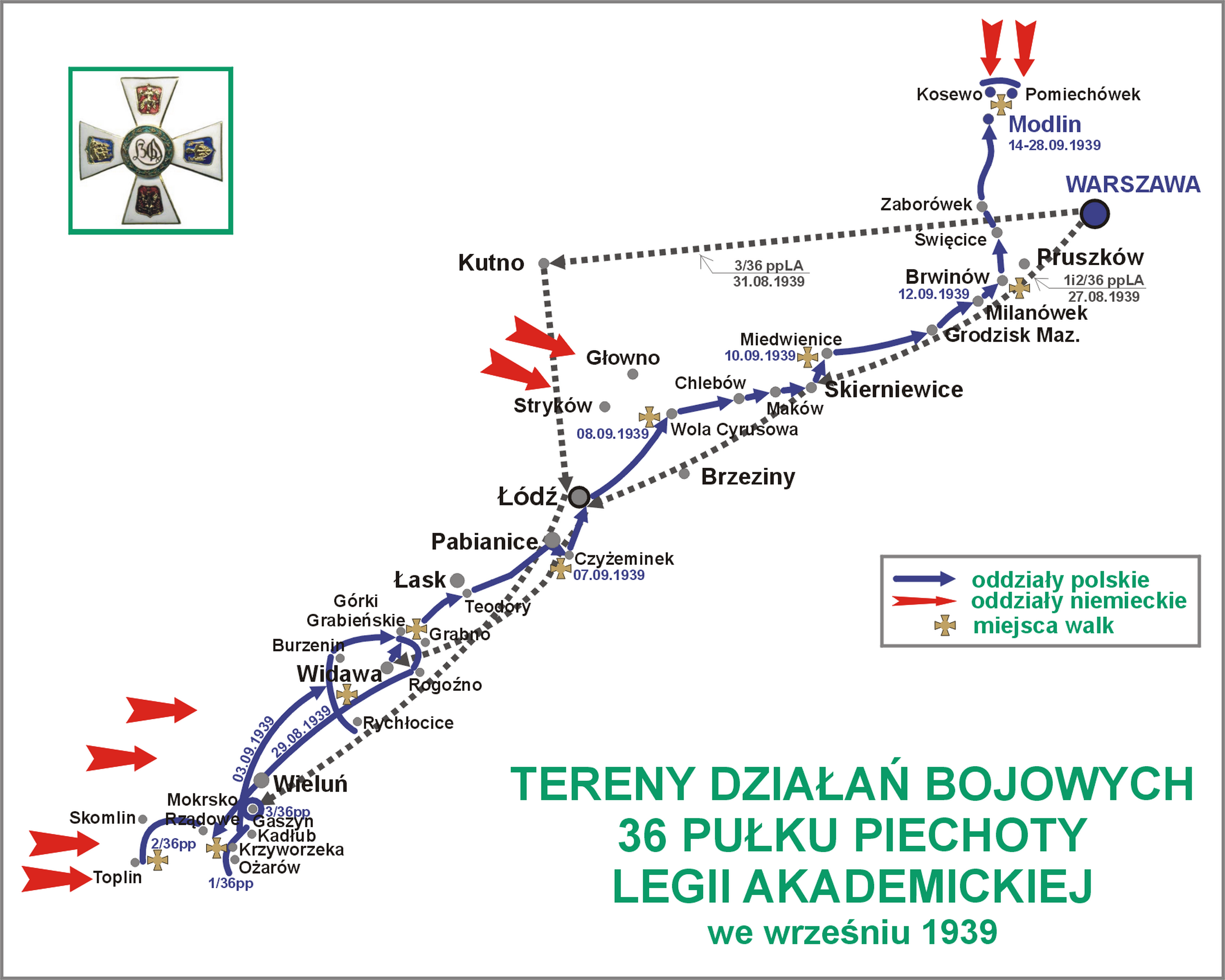
Tereny walk pułku we wrześniu 1939

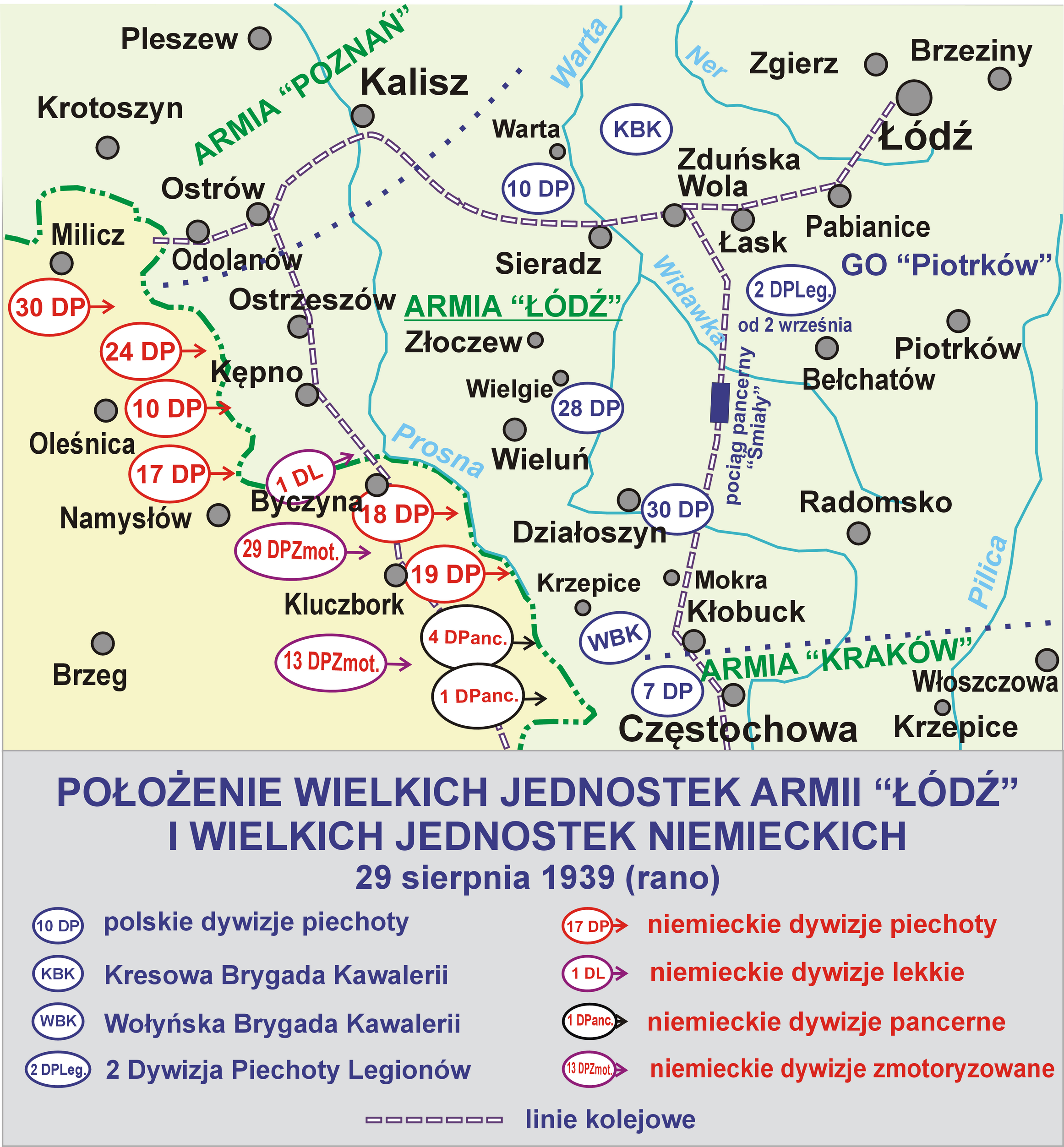
Pułk walczył w składzie 28 DP

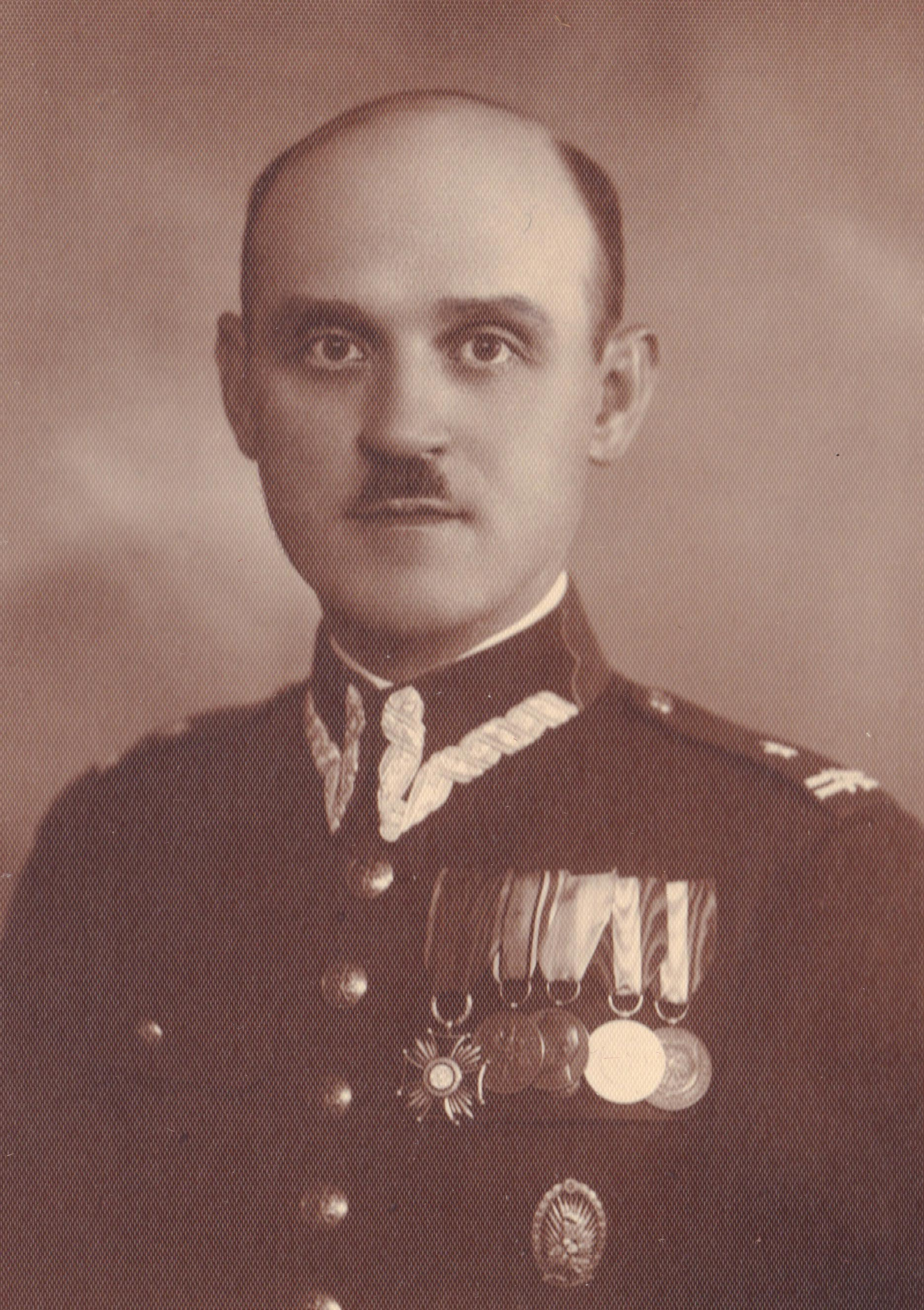
Major 14 pp Juliusz Ulatowski – we wrześniu 1939 r. dowódca III batalionu 36 ppLA.

### Mobilizacja
22 sierpnia 1939 pułk, przebywający na ćwiczeniach w rejonie Otwocka, otrzymał rozkaz powrotu do Warszawy. W nocy z 23 na 24 sierpnia ogłoszono mobilizację alarmową, która została przeprowadzona bardzo sprawnie w trzech punktach warszawskiej Pragi. W jej trakcie w ramach grupy brązowej zmobilizowano w pułku: 
- kompanię km plot. typu B nr 18

- kompanię km plot. typu B nr 19.

W grupie czarnej 
- 36 pułk piechoty LA, na etatach wojennych,
- Komendę Rejonu Etapowego nr 23,
- sąd polowy nr 78,
- kompanię asystencyjną nr 117,
- kompanię asystencyjną nr 199,
- kompanię kolarzy nr 13,
- park intendentury nr 13.

Natomiast w ramach mobilizacji powszechnej w I jej rzucie utworzono:
- batalion km i broni towarzyszących nr 2,
- batalion marszowy pułku.

W II rzucie mobilizacji powszechnej tworzono Ośrodek Zapasowy 28 Dywizji Piechoty. 
36 pp LA wchodził w skład 28 Dywizji Piechoty, która znalazła się w składzie Armii Łódź. 27 sierpnia I i II bataliony pułku odjechały ze stacji Warszawa Zachodnia, przez Skierniewice, Łódź do Widawy i zajęły stanowiska na linii Górki Grabieńskie – Grabno – Zamość – Rogoźno. Jednak 29 sierpnia pułk otrzymał rozkaz przemieszczenia się na zasadniczą linię obrony: I batalion: Ożarów – Wierzbice – Popowice – Kadłub, II batalion: Mokrsko Rządowe – Skomlin – Toplin i III batalion, który dołączył do pułku 31 sierpnia, w rejonie Gaszyna jako odwód dowódcy pułku. 

### Działania bojowe
W rejonie stanowisk 36 pp LA pierwsze działania bojowe rozpoczęły się 1 września 1939 o godz. 4:00 przelotem nad oddziałami eskadr samolotów lecących na bombardowanie Wielunia. Do powracających samolotów otworzono ogień i 3 maszyny zestrzelono. 

#### Bój graniczny nad Wartą
Około godz. 4:50 piechota niemiecka, wsparta czołgami, przekroczyła granicę w rejonie Wróblewa i Toplina. Pierwszy i drugi atak nieprzyjaciela zostały odparte przez 28 DP, w tym walczący na tym odcinku I i II batalion pułku. W nocy z 1 na 2 września pułk został wycofany w rejon: Masłowice – Chotów – Gaszyn – Krzyworzeka. Pod Krzyworzeką i Chotowem bataliony stoczyły zwycięski bój z kolumną pancerną i kompanią motocyklistów nieprzyjaciela. W nocy z 2 na 3 września pułk przeszedł na kolejną linię obrony: Rychłocice – Strumiany – Burzenin, biegnącą wzdłuż biegu Warty. W ciągu dnia bataliony odpierały kolejne natarcia nieprzyjaciela, broniąc przejść przez rzekę. I pomimo silnego ostrzału artyleryjskiego i bombardowania przez lotnictwo, żołnierze nie opuścili bronionych pozycji. W czasie kolejnej nocy pododdziały przemieściły się na główną linię obrony opartą o rzekę Widawka na pozycje, które zajmował pułk do 29 sierpnia, wzdłuż linii: Górki Grabieńskie – Grabno – Zamość. Po zajęciu stanowisk obronnych II batalion odparł natarcie niemieckiej piechoty. Od godzin południowych 5 września Niemcy prowadzili ostrzał i bombardowanie, rozpoznanych przez lotnictwo, stanowisk obronnych. Kolejne wyprowadzane przez nich natarcia były odpierane. W ciągu pierwszych trzech dni wojny pułk nie został pokonany w żadnej z prowadzonych potyczek. Również 5 września cała 28 DP trwała na swoich stanowiskach, pomimo nasilających się bombardowań i ostrzału. Jednak ogólna sytuacja Armii Łódź spowodowała wycofanie pułku w nocy 5/6 września w rejon położony na południowy wschód od Łasku, w rejon miejscowości Ostrów – Teodory. W trakcie odwrotu III batalion stanowił straż tylną dywizji i osłaniał 15 pp. 

#### Walki o Pabianice
Pułk podczas marszu poniósł straty w wyniku ataków lotnictwa wroga. Wieczorem 6 września nakazano dalszy odwrót w kierunku na Pabianice i dalej na wschód do Gór Wolskich, nieopodal miejscowości Czyżeminek. 36 pp LA zajął stanowiska w II rzucie obrony 28 DP. W tym rejonie 7 września III batalion 36 pp LA wspierał obronę 15 pp, stoczył największą z dotychczasowych walk i po raz kolejny, pomimo ogromnej przewagi ogniowej i wprowadzenia do walki czołgów, nie udało się nieprzyjacielowi dokonać wyłomu w liniach obrony batalionu. Następnie pułk otrzymał rozkaz wycofania się do rejonu koncentracji na północny wschód od Łodzi. Oddziały wycofywały się różnymi trasami, główne siły przez Łódź – Nowosolną do Woli Cyrusowej. Kompanie III batalionu maszerowały oddzielnie podążając w rejon Cyrusowej Woli różnymi trasami, 9/36 pp LA nie dotarła w ten rejon i dostała się do niewoli. 

#### Walki odwrotowe
W nocy z 7 na 8 września pułk obsadził stanowiska w lesie i miejscowości. Rano ruszyły powtarzające się natarcia nieprzyjaciela z kierunku Strykowa i Głowna, które trwały do wieczora i choć spowodowały duże straty, to nie zdołały przełamać obrony. W nocy pułk rozpoczął dalszy odwrót na kierunku: Kołacin – Kołacinek – Dąbrowa Mszadelska – Teresin – Chlebów – Maków do lasu stanowiącego zachodnią granicę Skierniewic. W czasie marszu był bombardowany i ostrzeliwany przez nieprzyjaciela. Po krótkim odpoczynku przeszedł przez miasto i skierował się na północny wschód do Miedniewic nad rzeką Rawką. W ciągu 10 września skutecznie odpierał kolejne ataki piechoty zmotoryzowanej przeciwnika zdobywając broń, amunicję, żywność, paląc mu pojazdy. 

#### Przedzieranie się do Warszawy i Modlina
Następny dzień spędził w lesie na południe od miejscowości wypoczywając, a w nocy ruszył w kierunku: Stare Kozłowice – Jaktorów – Kozerki – Grodzisk Mazowiecki – Milanówek – Brwinów. 12 września zaatakował stację kolejową w Brwinowie, zmuszając Niemców do wycofania się w kierunku Pruszkowa. Kontrnatarcia wroga trwały przez cały dzień, do walki wprowadził on czołgi i lotnictwo, a mimo tego miasto zostało utrzymane. Straty pułku były bardzo duże. Uczestniczyły w walkach wszystkie trzy bataliony pułku. W dotychczasowych walkach poległo około 120 żołnierzy a ponad 200 było rannych, część dostała się do niewoli. Gotowych do dalszej walki było 240 – 300 żołnierzy, wliczając w to kilkudziesięciu z 72 pp, którzy włączeni zostali do pułku po walkach nad Widawką. Również straty w uzbrojeniu i sprzęcie były bardzo duże. Dowódca 28 DP gen. Władysław Bończa-Uzdowski zadecydował o przebijaniu się w kierunku Puszczy Kampinoskiej. W nocy pułk ruszył trasą przez: Józefów – Święcice – Pilaszków – Zaborówek, leżący na skraju puszczy, następnie przez Kazuń dotarł 14 września do Modlina. A oto zapis wspomnień żołnierza pułku:

W dniu 28 sierpnia 1939 roku, jako plutonowy, dowódca działonu, zająłem stanowisko ogniowe zgodnie z rozkazem w pobliżu miasteczka Praszka – 500 metrów od cegielni. W dniu 1 września od godziny piątej rano kolumna czołgów i 16 samochodów z czarnymi krzyżami posuwało się w kierunku Wielunia. Wydałem rozkaz „ognia na wprost” – broniliśmy się do godziny 8:30. Pochód niemieckiej piechoty i czołgów zwolnił tempo – zasypywali nas gradem pocisków z broni maszynowej, a myśmy bronili się ile mieliśmy sił. O godzinie 9 wycofaliśmy się za Wieluń. Miasto było już doszczętnie zniszczone. Trudnym marszem przy stracie 2 koni od (...) i jednego (...) z broni pokładowej samolotu niemieckiego. Wycofaliśmy się za most na rzece Warta w kierunku na Sieradz.
Kilkaset metrów za rzeką (most był kilka razy bombardowany przez samoloty wroga) zajęliśmy stanowisko ogniowe na wzgórzu i starannie okopaliśmy się. O świcie 2 września zbliżyły się czołgi i piechota niemiecka. Wydałem rozkaz „ognia” i broniliśmy się przez dwa dni. Pod naporem przeważających sił niemieckich wycofaliśmy się znów, zajmując po drodze różne stanowiska ogniowe. Po raz pierwszy z rozkazu dowódcy plutonu, kpt. Jarmułowskiego, na zajętym stanowisku ogniowym strzelałem w nocy przy pomocy przyrządów oświetlających. W nocy dostałem rozkaz sprawdzić przyrządy oświetlające w sąsiednim działonie. Idąc po drodze do skrzyżowania szosy z boczna wiejską drogą, zostałem lekko ranny. Niemiecki pocisk artyleryjski upadł o pół metra od mojej głowy przysypując mnie ziemią. Kontuzja, przecięcie pasa, munduru i lekkie okaleczenie. Dwóch żołnierzy odprowadziło mnie do punktu sanitarnego, skąd, po opatrzeniu wróciłem do swego działa i po zameldowaniu dowódcy prowadziłem dalej obronę.
Następne stanowisko obronne zajęliśmy w okolicy (...). Dostaliśmy meldunek, że Niemcy na stacji w Łasku wyładowują z wagonów (...). Tu zbyt długo nie strzelaliśmy bo dowódca plutonu przerwał ogień. Wycofaliśmy się aż za Pabianice zajmując stanowisko ogniowe na skraju wsi Marysin. W godzinach popołudniowych rozpoczęliśmy ogień do nacierających Niemców, co trwało do późnych godzin wieczornych.
Wieczorem po ciemku pewien mężczyzna przeprowadził nas lasami do szosy Łódź-Brzeziny. Posuwając się tą szosą w stronę Brzezin o świcie skręciliśmy na prawo do lasu. Na skraju lasu w odległości 150 metrów stała gajówka (domek, studnia, budynek gospodarczy i trzy małe stożki siana). Dowódca plutonu zarządził chwilowy odpoczynek. Konie zostały napojone, popręgi popuszczone dano im do syta siana.
Wezwał mnie kpt. Jarmułowski i powiedział – Chcemy przespać się z godzinę; wam, plutonowy, powierzam dozór i wartę nad całością, proszę za godzinę obudzić mnie. Ja cztery noce nie spałem, ale przyjąłem ten rozkaz. Oczyściłem i naładowałem broń, postawiłem wiadro wody, umyłem twarz i głowę i rozpocząłem wartę. Ponieważ oczy mi się zamykały ze zmęczenia, więc co 10–15 minut moczyłem twarz i oczy. Po godzinie zbudziłem kapitana i zamelddowałem, że godzina już upłynęła. Kapitan podniósł głowę i powiedział – „jeszcze pół godziny pośpimy”. Cały pluton spał więc kamiennym snem, a ja dalej czuwałem mocząc oczy i twarz.
Z drugiej strony drogi był głęboko podszyty las. Ja stałem w odległości 50 metrów od dział i śpiących żołnierzy, trzymając broń w pogotowiu. W pewnej chwili usłyszałem szelest gałęzi i zobaczyłem człowieka w cywilnym ubraniu z podniesioną lornetką, obserwującego działa, konie i śpiących żołnierzy. Krzyknąłem „ręce do góry!” – uciekł, a ja oddałem strzał. Poderwał się kapitan i cały pluton; pobiegliśmy do lasu i widzieliśmy uciekające postacie – daliśmy kilka strzałów i stwierdziliśmy, że była to dywersja niemiecka. Kapitan zaraz wydał rozkaz odmarszu.
Jadąc bocznymi drogami w kierunku Skierniewic – po drodze zajmowaliśmy różne stanowiska ogniowe – dotarliśmy pod Warszawę, gdzie 18 dnia walki oddałem ostatni strzał i dostałem się do niewoli. W pobliżu Częstochowy załadowano nas do wagonów i wywieziono aż do Norymbergi, do obozu jeńców wojennych.

#### W obronie Modlina
36 pp LA otrzymał zadanie obrony dwóch fortów pierścienia wewnętrznego – fortu II (we wsi Kosewo) i fortu III (we wsi Pomiechówek). W dniach 15–17 września nie odnotowano ataków na pozycje pułku, nieprzyjaciel prowadził ostrzał artyleryjski i zwiad lotniczy. Z uwagi na niski stan osobowy rozwiązano II batalion pułku. 18 września na stanowiska obronne pułku nieprzyjaciel przyprowadził natarcie przy wsparciu ostrzału artyleryjskiego. Przy stratach natarcie niemieckie odparto. Od 20 do 25 września piechota niemiecka prowadziła wypady na stanowiska obronne zajmowane przez pułk. Od 25 do 27 września Niemcy podejmowali po wielokroć ataki, trwał nieprzerwany ostrzał i bombardowania. Nieprzyjaciel wprowadził do walki dywizję pancerną. Wszystkie te działania okazały się nieskuteczne. 28 września od świtu artyleria wroga prowadziła bardzo silny ostrzał, a lotnictwo bombardowało stanowiska w twierdzy, odparto atak oddziałów niemieckich. Obrońcy trwali na swoich pozycjach, choć brakowało już środków ogniowych. 28 września 1939 około godz. 9:00 nadeszła wiadomość o podpisaniu w Warszawie kapitulacji. Zaczęto niszczyć i ukrywać broń i dokumenty, wywieszono białe flagi. Zgodnie z warunkami kapitulacji obrońcy nie zostali jeńcami wojennymi. Twierdza Modlin broniła się przez 18 dni, wiążąc w walce 5 dywizji niemieckich.
Za kampanię wrześniową 1939 pułk został odznaczony orderem Virtuti Militari.

Dowódca Armii Warszawa gen. Rómmel w rozkazie z dnia 28 września 1939 napisał:

Wszystkie oddziały dywizji walczyły z największym poświęceniem, ofiarnością i męstwem, lecz trzonem 28 DP, około którego koncentrował się cały wysiłek i opór, był dzielny 36 pp LA pod dowództwem wybitnego dowódcy ppłk. Karola Ziemskiego…

### Oddziały sformowane z kadry i rezerwistów 36 pułku piechoty LA w Ośrodku Zapasowym 28 DP w Warszawie.
Po wyjeździe pułku na front w koszarach 36 pp LA utworzono Ośrodek Zapasowy 28 DP pod dowództwem ppłk Stanisława Miliana, gdzie zebrano pozostałą kadrę i nadwyżki mobilizacyjne pułku oraz częściowo z pozostałych pułków piechoty 28 DP (15 i 72 pp). Z zasobów OZ 28 DP sformowano dwa pułki piechoty z niekompletnym uzbrojeniem i wyposażeniem uczestniczące w obronie przedmościa praskiego, Dowództwa Obrony Warszawy.
- 1 pułk piechoty „Obrony Pragi”
- 2 pułk piechoty „Obrony Pragi”  nazywany 336 pułkiem piechoty rezerwowej

| Struktura organizacyjna i obsada personalna we wrześniu 1939 | Struktura organizacyjna i obsada personalna we wrześniu 1939            |
| Stanowisko                                                   | Stopień, imię i nazwisko                                                |
| Dowództwo                                                    | Dowództwo                                                               |
| ------------------------------------------------------------ | ----------------------------------------------------------------------- |
| dowódca pułku                                                | ppłk dypl. Karol Ziemski                                                |
| I adiutant                                                   | kpt. Bogusław Rytel (od 24 IX dowódca I batalionu)                      |
| I adiutant                                                   | kpt. Władysław Herman (od 24 IX )                                       |
| II adiutant                                                  | ppor. Tadeusz Antoni Jerzmanowski                                       |
| oficer łączności                                             | kpt. Władysław Herman (od 24 IX adiutant)                               |
| oficer informacyjny                                          | ppor. rez. Kazimierz Dziewanowski †8 IX Wola Cyr.                       |
| kwatermistrz                                                 | kpt. Józef Antoni Marciniec                                             |
| naczelny lekarz                                              | kpt. lek. dr Mieczysław Stefan Ropek                                    |
| kapelan                                                      | kpl. ks. Aleksander Cegłowski                                           |
| dowódca kompanii gospodarczej                                | por. Ziemiński                                                          |
| I batalion                                                   |                                                                         |
| dowódca I batalionu                                          | mjr German Piekarniak (do 24 IX)                                        |
| dowódca I batalionu                                          | kpt. Bogusław Rytel (od 24 IX)                                          |
| adiutant                                                     | ppor. rez. Zbigniew Mystowski (12 IX ranny)                             |
| dowódca 1 kompanii strzeleckiej                              | ppor. rez. Zdzisław Kordziałek                                          |
| dowódca 2 kompanii strzeleckiej                              | ppor. Stanisław Stopyra                                                 |
| dowódca I plutonu                                            | por. rez. Jan Szajer                                                    |
| dowódca 3 kompanii strzeleckiej                              | por. Klemens Koziłowicz                                                 |
| dowódca III plutonu                                          | ppor. rez. Zygmunt Skwierczyński                                        |
| dowódca 1 kompanii ckm                                       | por. Jerzy Zieliński                                                    |
| II batalion                                                  |                                                                         |
| dowódca II batalionu                                         | mjr Władysław Antoni Kulesza                                            |
| dowódca 5 kompanii strzeleckiej                              | ppor. rez. inż. Wincenty Pawlikowski                                    |
| dowódca 6 kompanii strzeleckiej                              | kpt. Adam Zachuta (ranny pod Brwinowem-niewola)                         |
| dowódca 2 kompanii ckm                                       | por. Konstanty Pędzikowski                                              |
| dowódca plutonu moździerzy                                   | por. rez. Stanisław Kwiatkowski (13 IX kontuzjowany pod Brwinowem)      |
| III batalion                                                 |                                                                         |
| dowódca batalionu                                            | mjr Juliusz Leon Ulatowski                                              |
| adiutant                                                     | ppor. rez. Roman Andrzejewski                                           |
| dowódca 7 kompanii strzeleckiej                              | por. Jan I Wojciechowski (od 4 IX)                                      |
| dowódca 8 kompanii strzeleckiej                              | ppor. Piotr Wasilewski (od 3 IX)                                        |
| dowódca 9 kompanii strzeleckiej                              |                                                                         |
| dowódca I plutonu                                            | ppor. rez. Jerzy Mieczysław Ołdakowski (13 IX ranny, niemiecka niewola) |
| dowódca 3 kompanii ckm                                       | kpt. Lucjan Zieliński                                                   |
| Pododdziały specjalne                                        |                                                                         |
| dowódca kompanii zwiadowczej                                 | por. Kazimierz Kamiński                                                 |
| dowódca kompanii przeciwpancernej                            | kpt. Jan Medyński                                                       |
| dowódca III plutonu                                          | st. sierż. Aleksander Lasecki                                           |
| dowódca plutonu łączności                                    | chor. Wincenty Czulak                                                   |
| dowódca plutonu pionierów                                    | ppor. Marcin Fijałkowski                                                |
| dowódca plutonu artylerii piechoty                           | kpt. Władysław Jarmułowicz                                              |
| dowódca plutonu przeciwgazowego                              | por. Jan Wojciechowski                                                  |

## Symbole pułkowe

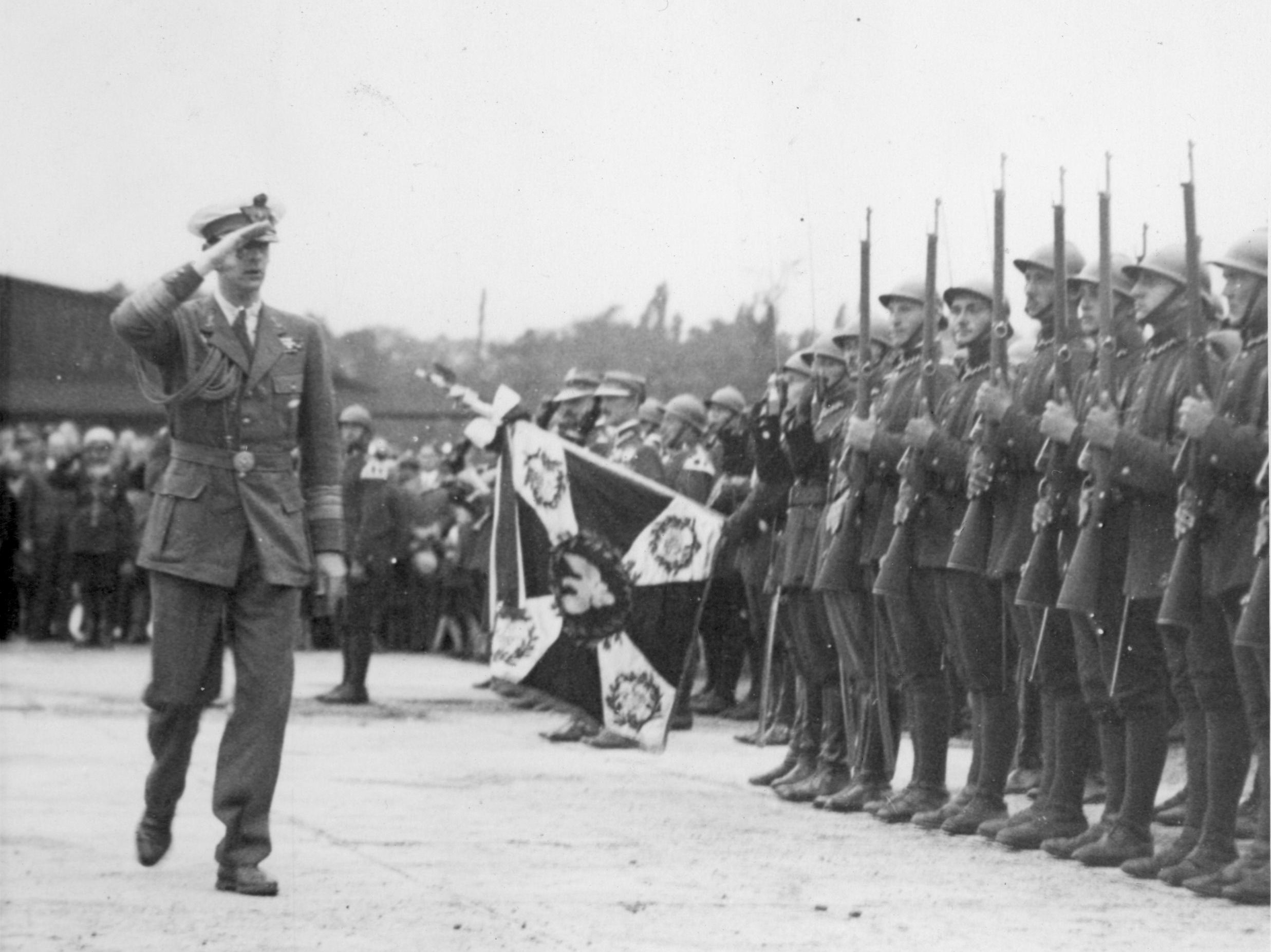
Wizyta brata króla Rumunii księcia Mikołaja w Polsce – poczet sztandarowy 36 pp; 20 sierpnia 1931

### Sztandar
27 listopada 1921 pułk otrzymał chorągiew ufundowaną przez młodzież akademicką i władze wyższych uczelni stolicy. Uroczystość wręczenia odbyła się na Placu Saskim. Sztandar wręczył dowódcy pułku ppłk. Kazimierzowi Sawickiemu, w imieniu Naczelnika Państwa Marszałka Józefa Piłsudskiego, minister spraw wojskowych gen. Władysław Sikorski. Dla uwiecznienia zbrojnego czynu młodzieży akademickiej Warszawy na sztandarze umieszczono herby Uniwersytetu, Politechniki, Wyższej Szkoły Gospodarstwa Wiejskiego i Wyższej Szkoły Handlowej. W Muzeum Wojska Polskiego w Warszawie znajduje się replika sztandaru

### Odznaka pamiątkowa
Pierwszy wzór odznaki zatwierdzony został rozkazem Naczelnego Wodza nr 40 z 5 maja 1920 roku. Odznaka o wymiarach 34x34 mm ma kształt pięcioramiennego krzyża, w centrum którego na emaliowanej tarczy umieszczono srebrny orzeł w koronie z opuszczonymi skrzydłami. Na ramionach krzyża wpisano numer i inicjały oraz napisy: „36 P.P. LA 1919 KAMPANIA RUSKA”. Odznaka dwuczęściowa, wykonana w tombaku srebrzonym, na rewersie numerowana. Wykonawcą odznaki był Stanisław Reising z Warszawy.
6 czerwca 1928 roku Minister Spraw Wojskowych marszałek Polski Józef Piłsudski zatwierdził wzór i regulamin odznaki pamiątkowej 36 pułku piechoty. Odznaka o wymiarach 40x40 mm ma kształt krzyża kawalerskiego, którego ramiona są emaliowane na biało ze złotymi krawędziami. Na ramionach nałożone są miniatury herbów warszawskich uczelni: Uniwersytetu, Politechniki, SGGW i WSH. Na okrągłej tarczy okolonej wieńcem laurowym na środku krzyża stylizowany numer i inicjały „36 LA”. Odznaka oficerska, jednoczęściowa, wykonana w srebrze lub w tombaku srebrzonym, emaliowana. Na rewersie grawerowany numer nadania. Wykonawcą odznaki był Wiktor Gontarczyk z Warszawy.

## Żołnierze pułku

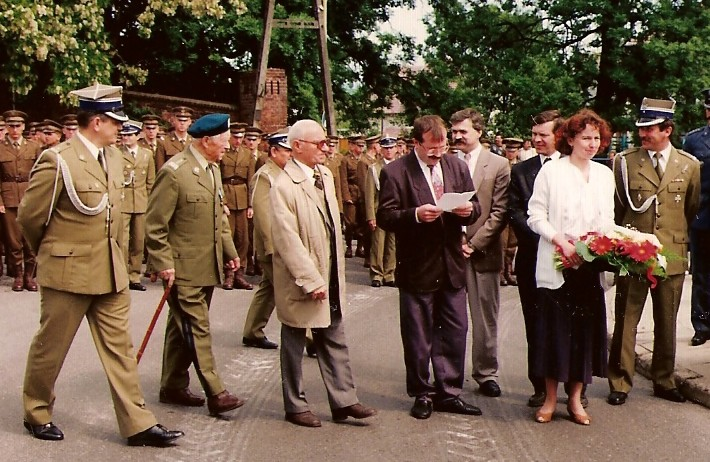
Generał Kuropieska wśród żołnierzy 36 pz LA

Dowódcy pułku
- por. Kazimierz Sawicki (11 – 25 XI 1918)
- mjr piech. Zygmunt Bobrowski (26 XI 1918 – 9 I 1919)
- kpt. piech. Witold Sadowski (10 I – 27 IV 1919)
- płk Józef Kopytyński (28 IV – 8 XI 1919[45])
- kpt. Kazimierz Sawicki (9 XI – 8 XII 1919)
- płk Józef Kopytyński (9 XII 1919 – 22 III 1920)
- ppłk Gustaw Truskolaski (od 25 II 1920)
- mjr piech. Jerzy Roman Trojanowski (23 III – 13 VI 1920[43])
- kpt. piech. Kazimierz Sawicki (14 VI – 18 VII 1920)
- ppłk piech. Leon Krakówka (19 VII – 12 X 1920 → wz. dowódca XVI BP)
- mjr / płk piech. Kazimierz Sawicki (X 1920 – 12 IV 1927[24])
- płk dypl. piech. Erwin Więckowski (13 IV 1927 – 23 III 1929[24])
- płk dypl. piech. Juliusz Ulrych (24 III 1929[24] – 28 I 1931 → szef Oddziału IV SG)
- ppłk / płk piech. Zygmunt Cšadek (28 I 1931 – VI 1936 → dowódca 2 pspodh)
- ppłk / płk dypl. piech. Stanisław Pelc (1935 – VI 1938 → I oficer sztabu inspektora armii gen. dyw. Burhardt-Bukackiego)
- ppłk dypl. piech. Karol Ziemski (1938 – 27 IX 1939)

Zastępcy dowódcy pułku
- mjr piech. Zygmunt Polak (od 22 VII 1922)
- ppłk piech. Konrad Sztobryn (6 I 1923[47] – 1 III 1928 → dyspozycja MSWewn[48][49][50][51][52].)
- mjr piech. Leon Ulatowski (12 III – 23 XII 1929 → kierownik 4 Okr. Urz. WF i PW)
- ppłk piech. Rudolf Matuszek (I 1930 – I 1934 → komendant Szkoły Podoficerów Piechoty dla Małoletnich nr 3)
- ppłk piech. Franciszek Sobolta (26 I 1934 – 1937 → dowódca 61 pp)
- ppłk piech. Stanisław Milian (1938 – VIII 1939[53] → dowódca OZ 28 DP)

### Żołnierze 36 pułku piechoty – ofiary zbrodni katyńskiej
Biogramy ofiar zbrodni katyńskiej znajdują się między innymi w bazach udostępnionych przez Ministerstwo Kultury i Dziedzictwa Narodowego oraz Muzeum Katyńskie.
| Nazwisko i imię         | stopień      | zawód               | miejsce pracy przed mobilizacją    | zamordowany |
| ----------------------- | ------------ | ------------------- | ---------------------------------- | ----------- |
| Ambrożewicz Włodzimierz | por. rez.    | lekarz              | inspektor ZUS w Warszawie          | Katyń       |
| Dryl Henryk Józef       | kapitan      | żołnierz zawodowy   | odkomenderowany z 36 pp            | Katyń       |
| Dryll Wacław            | ppor. rez.   | radca prawny        | Towarzystwo Alfa-Laval w Warszawie | Katyń       |
| Kieszkowski Janusz      | por. rez.    | architekt           |                                    | Katyń       |
| Kornat Edward Józef     | ppor. rez.   | prawnik             |                                    | Katyń       |
| Leśkiewicz Kazimierz    | ppor. rez.   | prawnik             | Sąd Okręgowy w Płocku              | Katyń       |
| Lippoman Wacław         | ppor. rez.   | prawnik             | Tow. Kredytowe w Warszawie         | Katyń       |
| Naziembło Stefan        | ppor. rez.   | handlowiec          |                                    | Katyń       |
| Pyś Jerzy Piotr         | ppor. rez.   | nauczyciel          | gimnazjum                          | Katyń       |
| Tyrk Walery             | ppor. rez.   |                     |                                    | Katyń       |
| Wolański Eugeniusz      | por. rez.    | technik kolejnictwa | PKP                                | Katyń       |
| Jaskłowski Wacław       | por. rez.    | urzędnik            |                                    | Charków     |
| Królikowski Henryk      | kpt. rez.    |                     | Ekspozytura Inspektoratu Ceł       | Charków     |
| Skrzymowski Jerzy       | ppor. rez.   | urzędnik            |                                    | Charków     |
| Szywis Kazimierz        | szer. rez.   | handlowiec          | Państwowa Wytwórnia Uzbrojenia     | Charków     |
| Wrotek Eugeniusz        | ppor. rez.   | farmaceuta          |                                    | Charków     |
| Sinicki Aleksander      | podporucznik | żołnierz zawodowy   | dowódca plutonu 4/36 pp            | ULK         |
| Trojanowski Edmund      | sierżant     | osadnik wojskowy    |                                    | ULK         |

## Upamiętnienie
Tradycje 36 pułku piechoty Legii Akademickiej kultywował 36 pułk zmechanizowany Legii Akademickiej z Trzebiatowa, a po przekształceniach 36 Brygada Zmechanizowana Legii Akademickiej i dalej 3 batalion zmechanizowany Legii Akademickiej.

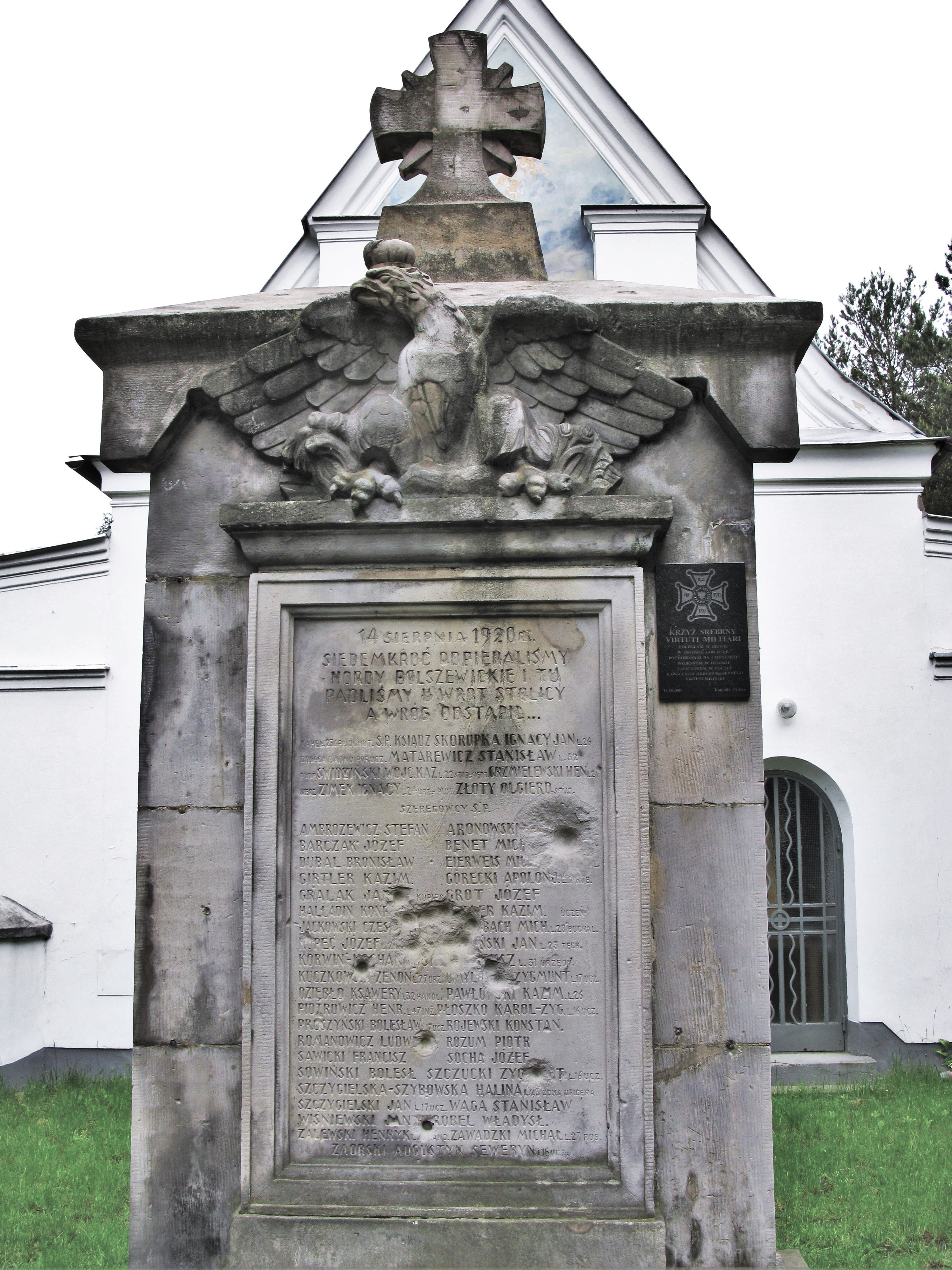
Obelisk na Cmentarzu Poległych w Bitwie Warszawskiej w Ossowie
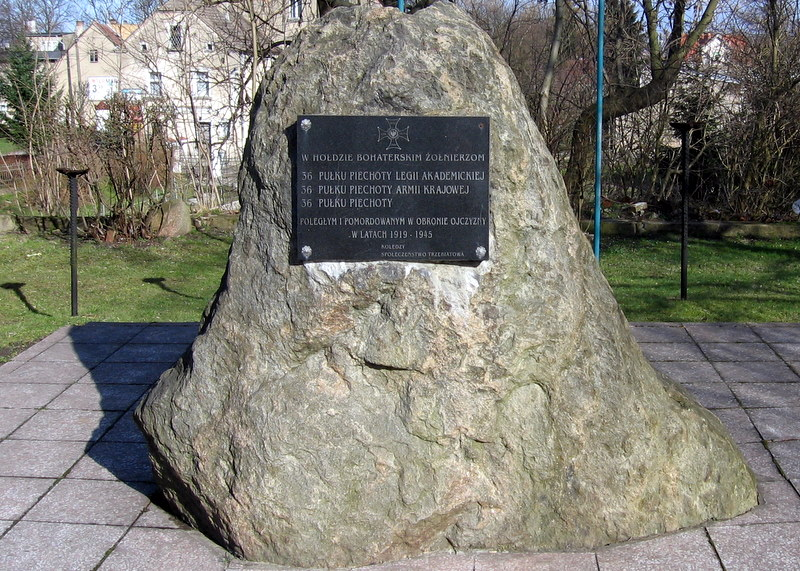
Pomnik w Trzebiatowie w hołdzie żołnierzom 36 pp
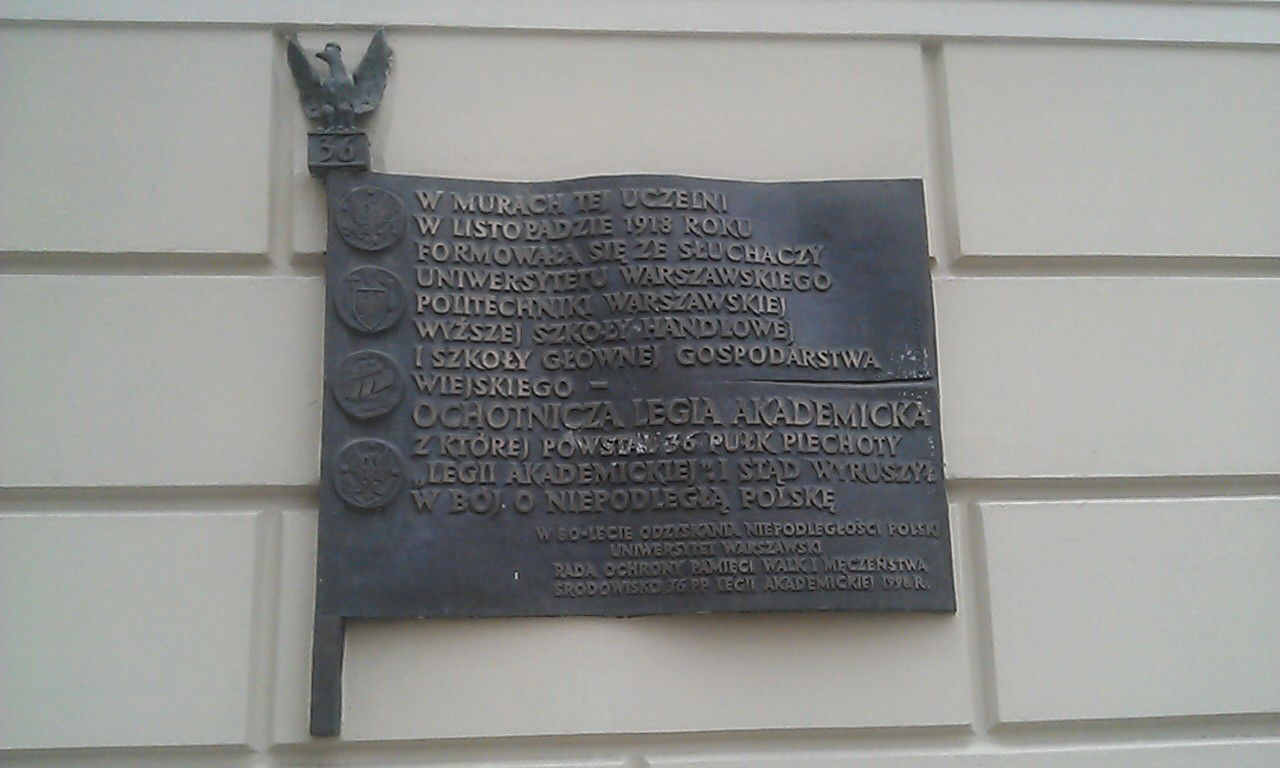
Tablica na ścianie zewnętrznej Collegium Iuridicum I
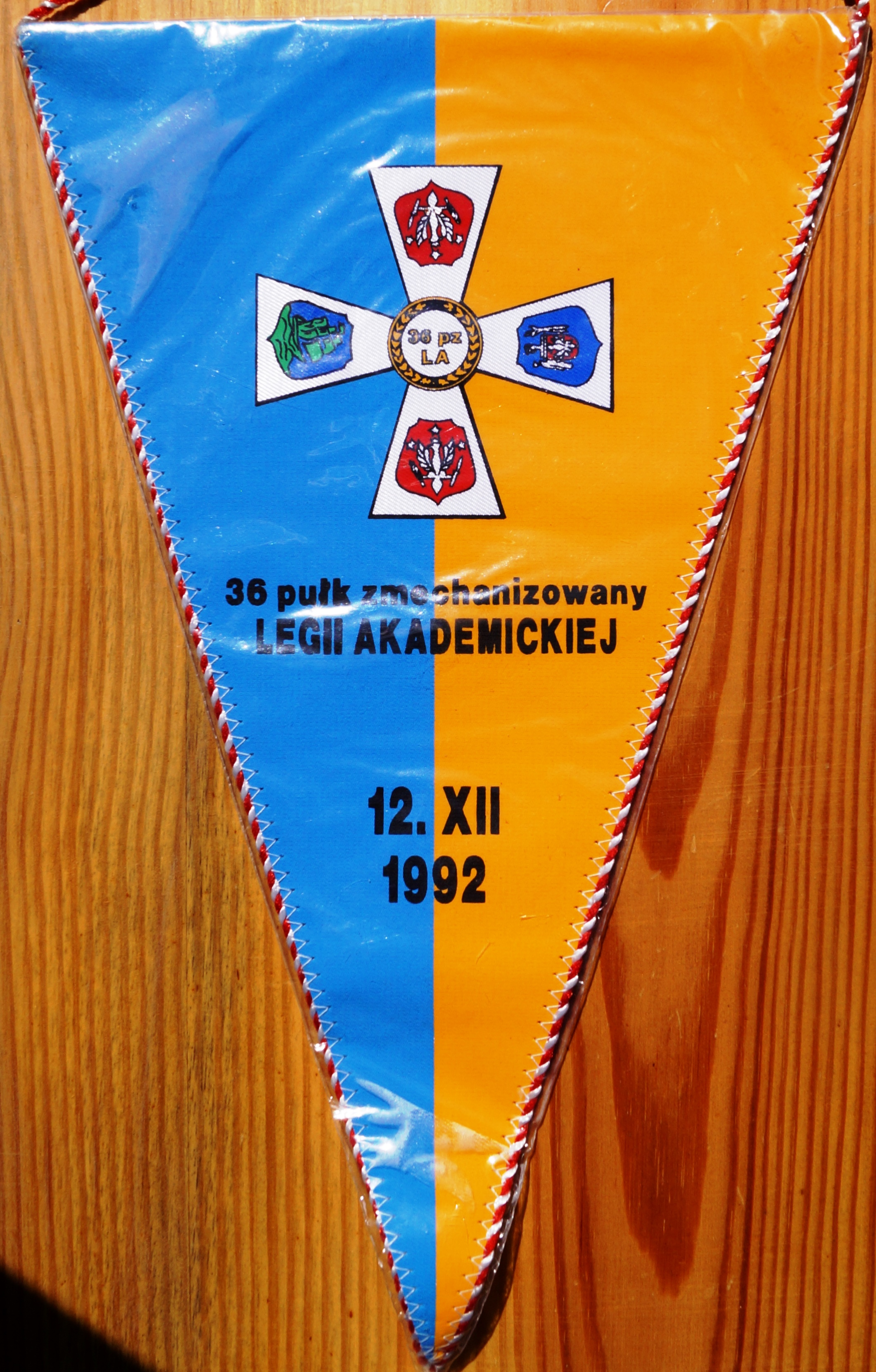
Proporczyk 36 pzLA
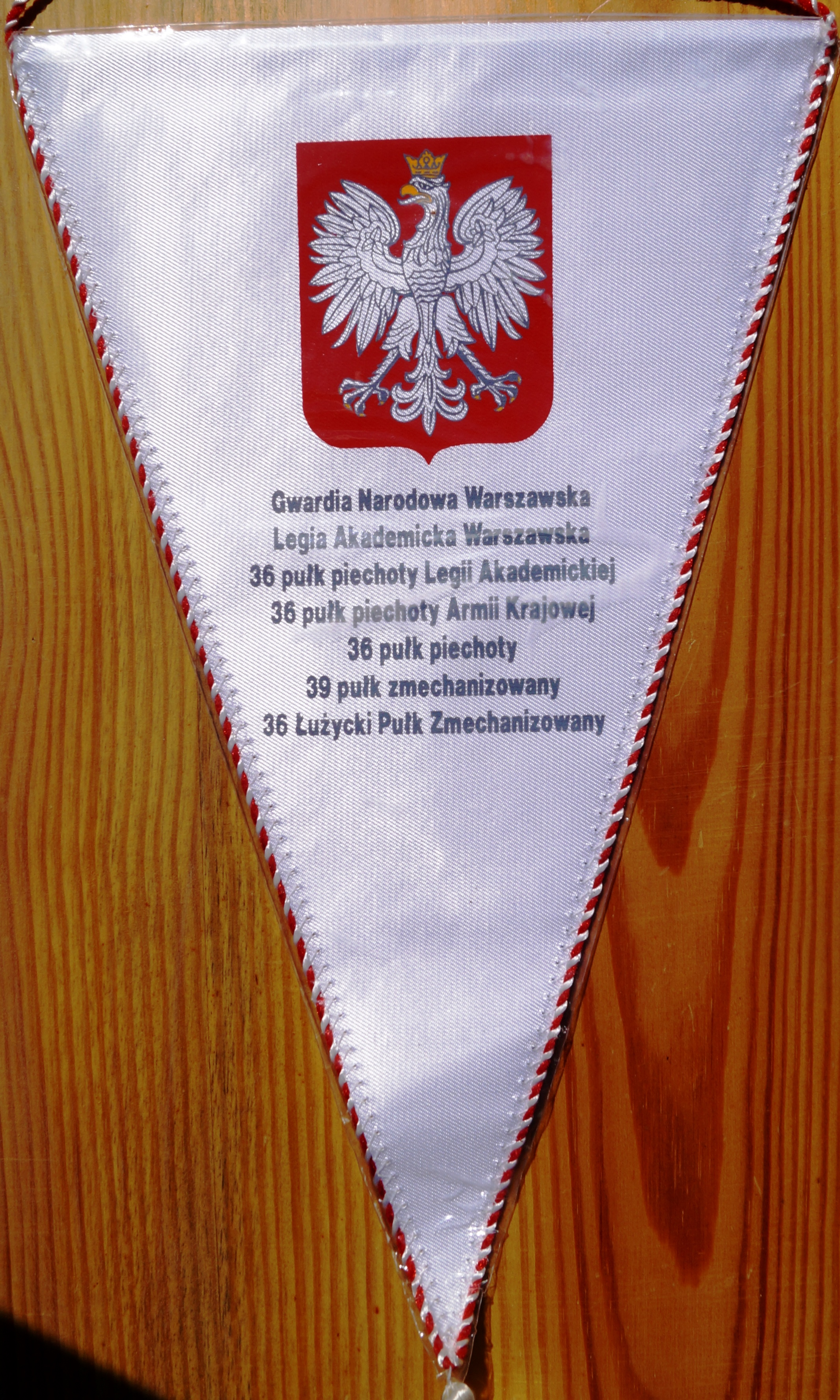